# San Pietro in Cariano
San Pietro in Cariano (San Piéro in Carian in veneto) è un comune italiano di 12 983 abitanti della provincia di Verona in Veneto. Situato in Valpolicella a 14 chilometri da Verona, il suo territorio si può definire di pianura pedemontana, con un'altezza compresa tra 75 m s.l.m. e 250. Il comune confina a nord con Marano di Valpolicella e Fumane, ad est con Negrar di Valpolicella, a ovest con Sant'Ambrogio di Valpolicella, a sud con Pescantina e Verona; aggregato nel 1929 con l'antico comune di Negarine, è composto dalle frazioni di Bure, Castelrotto, Corrubbio, Pedemonte e San Floriano.
Tra il V e il IV secolo a.C. la zona fu dimora della popolazione degli Arusnati, che si mescolò successivamente con i romani giunti nei luoghi attorno al II secolo a.C. In epoca medievale vennero eretti importanti edifici, come la pieve di San Floriano e un castello presso Castelrotto (andato distrutto nel 1404). Con l'avvento della dominazione di Venezia, San Pietro in Cariano divenne sede del Vicariato della Valpolicella, ed assistette all'edificazione di numerose ville venete, dimore di nobili veronesi. Caduta la Serenissima, il successivo periodo austriaco non incise molto nella storia locale. Dopo l'annessione al Regno d'Italia, decenni caratterizzati da diffusa povertà comportarono una forte emigrazione, protrattasi fino agli albori del XX secolo. Al termine della seconda guerra mondiale, la frazione di Corrubbio fu teatro di una strage di civili che allungò la lista dei lutti patiti durante i due conflitti mondiali. Il dopoguerra è stato caratterizzato da un'intensa attività di ricostruzione, cui fece seguito una forte crescita economica, rendendo fiorente l'attività vinicola ed innescando una rapida urbanizzazione sia civile che industriale.

## Geografia fisica

### Territorio
San Pietro in Cariano dista circa 14 chilometri da Verona, in direzione nord-ovest, e fa parte della Valpolicella. La casa comunale si trova ad un'altitudine di 151 m s.l.m., mentre il restante del territorio giace tra i 75 m e i 250 m lo si può definire di pianura pedemontana: nella frangia settentrionale del comune, infatti il territorio si fa via via collinare fino a diventare montuoso in prossimità dei monti Lessini.
La sua rete idrografica, da ovest verso est, è caratterizzata dal corso dei torrenti (chiamati in dialetto "progni") Fumane, Marano, Negrar e della prognetta Lena. Questi corsi d'acqua non presentano una significativa portata, se non in seguito a precipitazioni di durata ed intensità eccezionali.
Il grado di sismicità della zona è considerato basso.

### Clima
Il territorio di San Pietro in Cariano gode di un clima mite, grazie all'esposizione a sud delle colline che occupa, avvicinandosi molto a quello mediterraneo, attestandosi la piovosità annua a 850 mm circa. Le precipitazioni sono concentrate soprattutto in primavera e in autunno; in estate si possono verificare intensi fenomeni temporaleschi, talora accompagnati da grandine. La neve è rara, e generalmente non vi permane a lungo. I giorni di nebbia sono circa 25-30 nelle zone di fondovalle, mentre non superano i 15 in quelle collinari.
I venti invernali dominanti sono: la bora, che soffia da nord-est, e lo scirocco, proveniente da sud-est. Occasionalmente si manifesta anche il vento di föhn, caratterizzato da raffiche molto elevate. Nell'estate si hanno invece leggere brezze. Dal punto di vista legislativo, il comune ricade nella "Fascia climatica E".
Di seguito i dati della stazione meteorologica di Verona Boscomantico, posizionata a pochi chilometri a sud-est rispetto al capoluogo.
| Verona Boscomantico (1961-1990)                      | Mesi | Mesi | Mesi  | Mesi  | Mesi  | Mesi  | Mesi  | Mesi  | Mesi  | Mesi | Mesi | Mesi | Stagioni | Stagioni | Stagioni | Stagioni | Anno   |
| Verona Boscomantico (1961-1990)                      | Gen  | Feb  | Mar   | Apr   | Mag   | Giu   | Lug   | Ago   | Set   | Ott  | Nov  | Dic  | Inv      | Pri      | Est      | Aut      | Anno   |
| ---------------------------------------------------- | ---- | ---- | ----- | ----- | ----- | ----- | ----- | ----- | ----- | ---- | ---- | ---- | -------- | -------- | -------- | -------- | ------ |
| T. max. media (°C)                                   | 6,4  | 8,8  | 13,1  | 17,4  | 21,6  | 25,9  | 28,7  | 27,9  | 23,9  | 18,0 | 11,4 | 7,1  | 7,4      | 17,4     | 27,5     | 17,8     | 17,5   |
| T. media (°C)                                        | 3,2  | 5,3  | 9,1   | 13,0  | 16,9  | 20,9  | 23,7  | 23,1  | 19,5  | 14,1 | 8,4  | 3,4  | 4,0      | 13,0     | 22,6     | 14,0     | 13,4   |
| T. min. media (°C)                                   | 0,0  | 1,7  | 5,2   | 8,6   | 12,2  | 16,0  | 18,7  | 18,3  | 15,2  | 10,3 | 5,4  | 0,5  | 0,7      | 8,7      | 17,7     | 10,3     | 9,3    |
| Nuvolosità (okta al giorno)                          | 6    | 5    | 5     | 5     | 4     | 4     | 3     | 3     | 4     | 4    | 6    | 5    | 5,3      | 4,7      | 3,3      | 4,7      | 4,5    |
| Precipitazioni (mm)                                  | 46   | 41   | 47    | 52    | 80    | 73    | 68    | 74    | 60    | 68   | 59   | 44   | 131      | 179      | 215      | 187      | 712    |
| Giorni di pioggia                                    | 6    | 5    | 7     | 7     | 10    | 8     | 7     | 6     | 6     | 6    | 7    | 6    | 17       | 24       | 21       | 19       | 81     |
| Radiazione solare globale media (centesimi di MJ/m²) | 560  | 880  | 1 340 | 1 710 | 2 040 | 2 230 | 2 270 | 1 920 | 1 460 | 980  | 590  | 430  | 1 870    | 5 090    | 6 420    | 3 030    | 16 410 |

## Origini del nome
Il toponimo "Cariano" pare derivare dal tardo latino Carilianus (cioè terreno di proprietà di Carilius). Alcuni studiosi ne indicano tuttavia la provenienza dall'italianizzazione di "Ca-R-i-R-um", abbreviazione dalla dicitura "Castrum-Rotharii-Ruptum", altri dall'antico nome del castello di Castelrotto.

## Storia

### Preistoria e antichità
Le più antiche tracce della presenza dell'uomo nella zona, in particolare a Pedemonte, Negarine e Castelrotto, risalgono al Neolitico. In località Archi di Castelrotto sono stati portati alla luce resti di un villaggio protostorico, risalente al V e IV secolo a.C., costituito da vari complessi.
Durante la dominazione romana, iniziata intorno al II secolo a.C., il territorio era abitato dagli Arusnati, popolazione di probabile origine etrusca o comunque italica, stanziatasi in loco a partire dal V secolo a.C. Le tracce lapidarie che ci testimoniano l'esistenza di questo popolo sono oggi custodite a Verona, presso il Museo lapidario maffeiano.
Il territorio di San Pietro in Cariano è ricco di reperti dell'epoca romana, a dimostrazione della destinazione del territorio quale zona residenziale di rilievo. Resti di abitazioni rustiche romane sono stati rinvenuti in vari luoghi sparsi su tutto il comune, fra i quali spiccano le vestigia di un'antica villa, rinvenuta in località Ambrosan, con annessi ruderi di quello che si suppone possa essere stato un edificio dedicato all'essiccazione dei prodotti agricoli, tipicamente di uva per ottenere vini passiti. Sempre risalenti a quest'epoca, sono state trovate tracce di cave che attestano un'attività di estrazione di tufo per la costruzione di edifici.
Sotto l'impero romano la zona conobbe un periodo di prosperità; da qui passava l'antica via Claudia Augusta di cui se ne sono trovate alcune tracce. Nell'epoca delle invasioni barbariche, il territorio carianense seguirà la stessa sorte delle località limitrofe. Molto probabilmente da qui il giovane Odoacre discese provenendo da Norico che, da qui a poco, metterà fine all'impero romano d'occidente, aprendo all'epoca che oggi riconosciamo come medioevo.

### Storia medievale

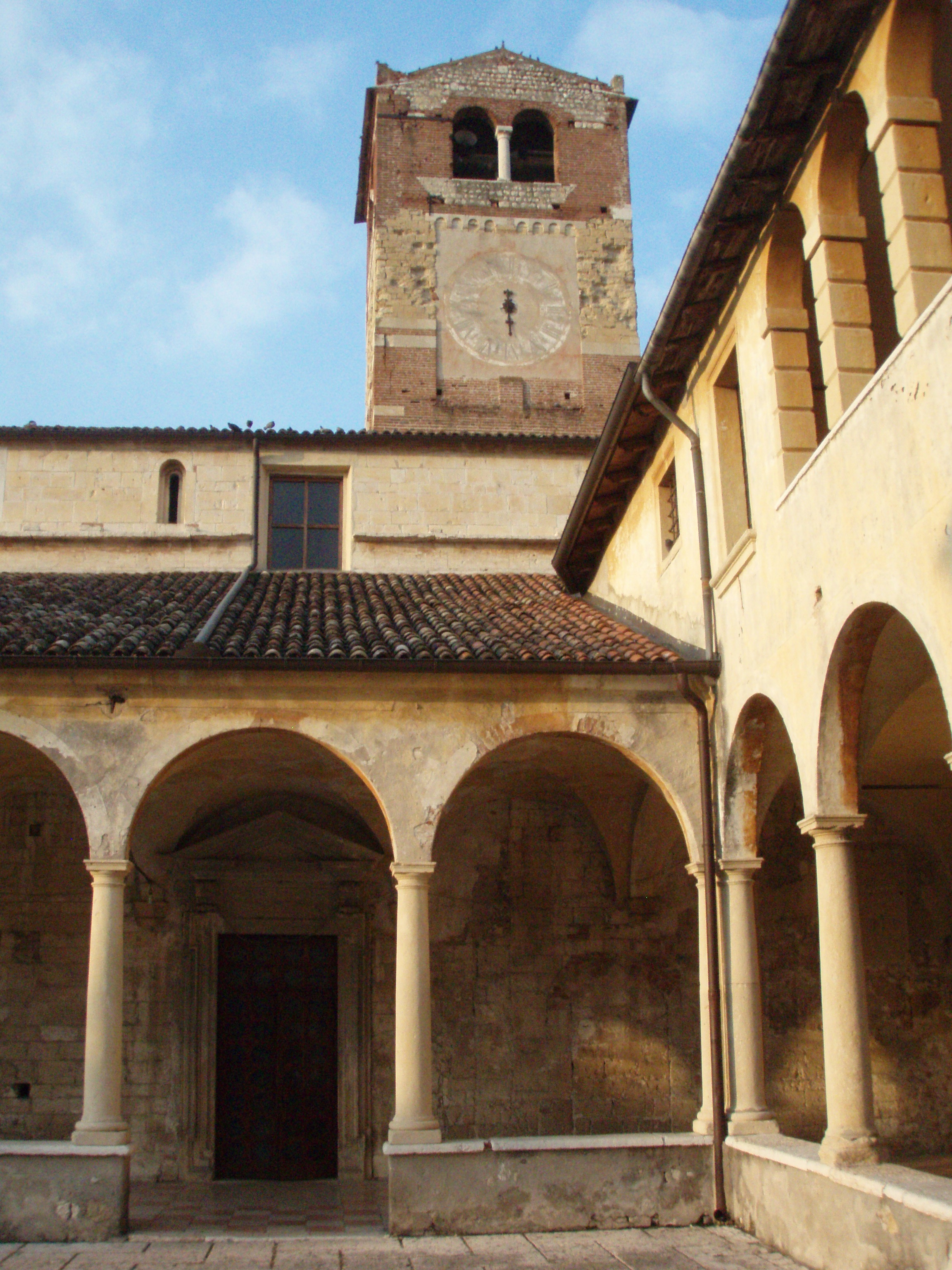
La romanica pieve di San Floriano, foto nel chiostro

In età alto medievale, la presenza di strade che conducevano verso la Valdadige fa ritenere che la zona costituisse un caposaldo per la difesa della città di Verona.
Fin dalla dominazione longobarda, Castelrotto, allora conosciuto come Castrum rotharii, vantava una notevole importanza militare, testimoniata dalle vestigia di un antico maniero, la cui costruzione avvenne intorno all'anno 1000, ma quasi sicuramente sorto sul luogo di una precedente fortificazione. Esso, infatti, risultava essere a capo di una sculdascia, ovvero una circoscrizione minore in ambito ducale, ma dotata di un ampio potere.
Del periodo medievale è la romanica pieve di San Floriano, la cui esistenza è menzionata già a partire dall'anno 905, anche se l'attuale edificio risale al XII secolo, Venne edificata su un luogo di culto pagano, come lo dimostra l'impiego per la sua costruzione di pietre di epoca romana, fra cui due grandi cippi funebri, ed altri resti marmorei, oggi posti davanti all'ingresso principale. Sempre nell'odierno territorio comunale, coeve alla pieve di San Floriano, si trovano la chiesa di San Martino a Corrubbio, la pieve di Santa Maria in Vallena e la chiesetta di Santa Sofia a Pedemonte, tutte vestigia di architettura romanica.
Nel basso medioevo il territorio comunale, possedimento della signoria Scaligera, fece parte della contea della Valpolicella, che godeva del privilegio di una parziale autonomia e di separata amministrazione. Questa situazione si protrasse almeno fino alla caduta di Antonio della Scala, avvenuta nel 1387. Durante il successivo periodo di dominazione viscontea del duca Gian Galeazzo di Milano (1387-1402), la Valpolicella tornò ad essere un Colonnello, conservando alcuni diritti giurisdizionali e iniziò ad essere protetta da alcune agevolazioni fiscali. All'inizio del XV secolo la zona passò brevemente sotto il controllo dei Carraresi, per poi essere riconquistata nel 1404 da Francesco Gonzaga, il quale distrusse il castello di Castelrotto, per evitare che potesse nuovamente passare sotto il controllo dei Carraresi, che precedentemente lo avevano messo sotto assedio e conquistato.

### Storia moderna

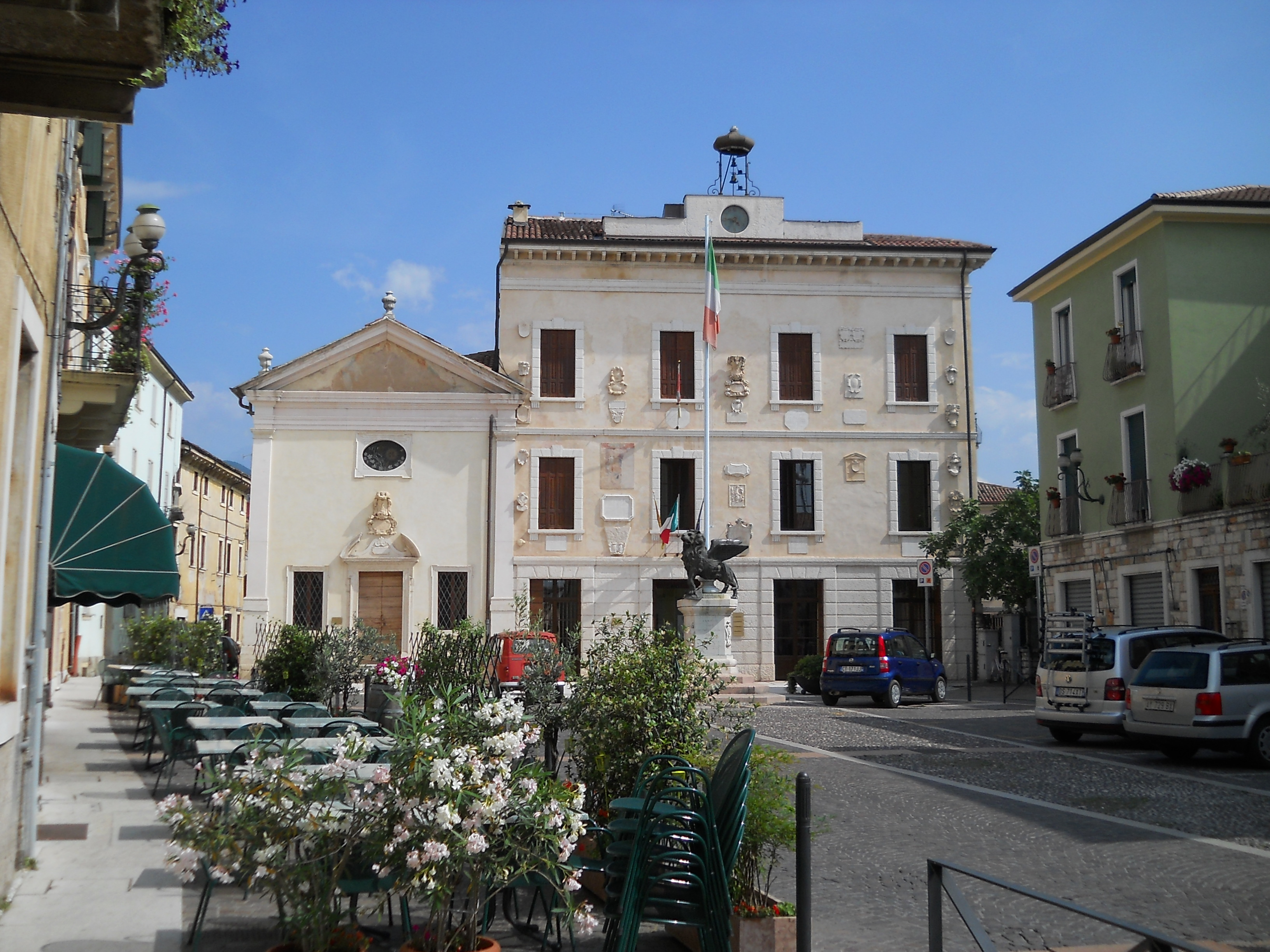
Il vecchio municipio di San Pietro in Cariano, già sede del Vicariato della Valpolicella con a fianco la chiesa dell'Ara. Si notino sulla facciata gli stemmi di alcuni vicari che qui soggiornarono.

Col passaggio sotto il dominio veneziano, e in seguito della dedizione di Verona a Venezia del 24 giugno 1405, la zona ebbe nuovi impulsi; i commerci si rafforzarono, mentre San Pietro in Cariano diventò sede del Vicariato della Valpolicella. Il vicariato era sorretto da un proprio statuto che, pur subendo alcune inevitabili aggiustamenti nel corso degli anni, si conservò sostanzialmente invariato. La carica di Vicario durava un anno. L'ufficio veniva assunto il 2 febbraio, dopo una solenne cerimonia che, partendo da Verona, giungeva in pompa magna alla sede del Vicariato a San Pietro in Cariano, ove il designato riceveva dal predecessore la bacchetta del governo. I Vicari provenivano esclusivamente dalla città di Verona, e solitamente appartenevano a famiglie patrizie veronesi con possedimenti nella vallata. Sulla facciata del vecchio palazzo comunale, in piazza Ara della Valle, si possono ammirare ancora oggi gli stemmi di alcuni vicari che qui soggiornarono, oltre alle insegne del vicariato stesso.

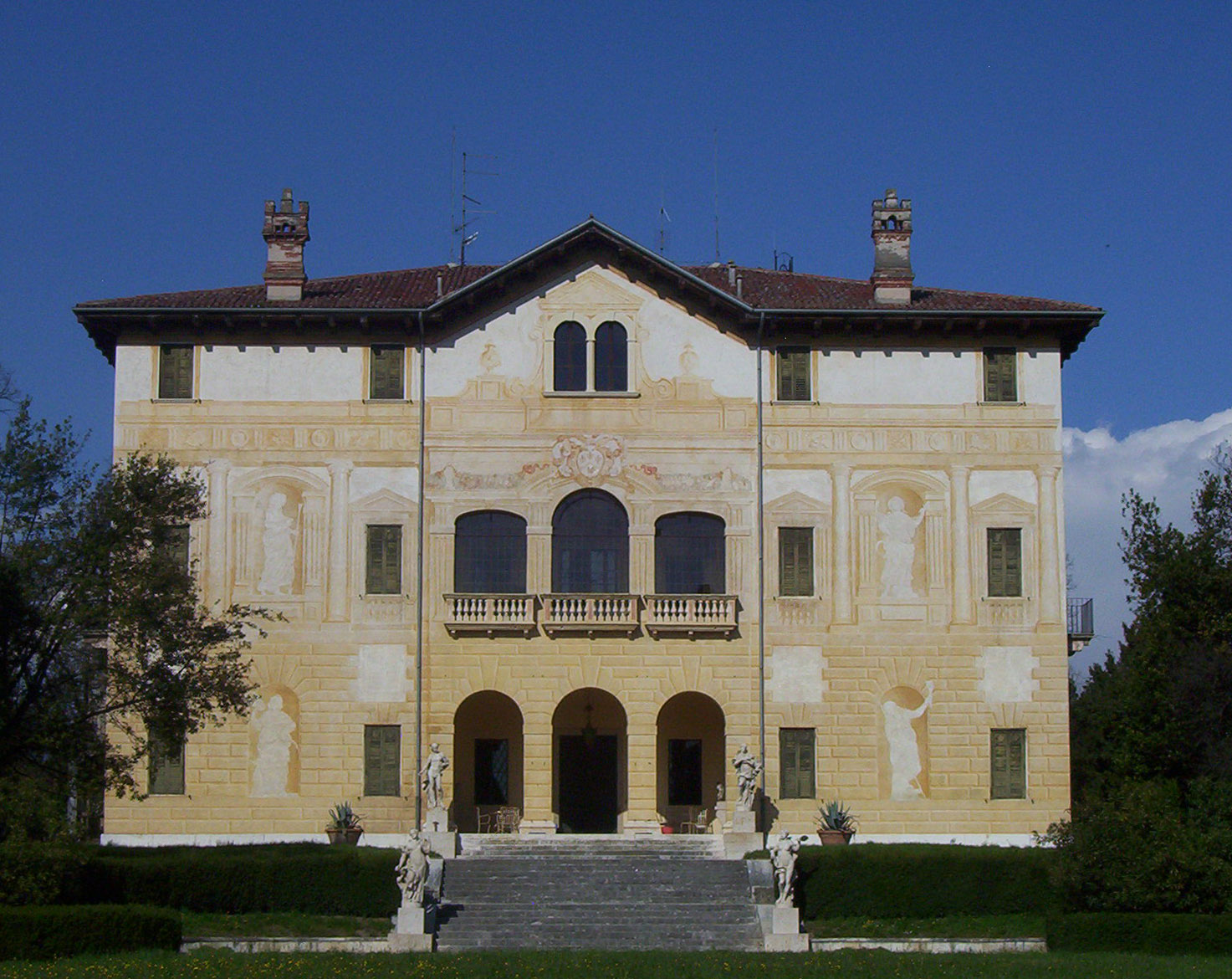
Villa Pullè situata nel capoluogo e risalente alla seconda metà del XVII secolo.

Durante tutto il periodo veneziano il territorio vide un fiorire di ville venete; se ne contano oggi una quindicina, fatte edificare da nobili veronesi che qui possedevano aziende agricole, utilizzate sia per residenza che per recarvisi durante periodi soggiorno e villeggiatura. Tra queste, spicca la villa Serego di Pedemonte, progettata sull'idea di Andrea Palladio, ma realizzata solo in piccola parte rispetto alla grande estensione disegnata dal celebre architetto nei suoi Quattro libri dell'architettura (1570): meno della metà del cortile rettangolare e in particolare la sezione settentrionale.
All'importanza della zona corrispose un incremento demografico: Intorno alla metà del 1500, in tutto il territorio dell'attuale comune si stima vi risiedesse una popolazione compresa tra le 1 000 e le 1 500 anime. I vari registri parrocchiali testimoniano una crescita che arrivò a toccare circa 2 000 individui intorno ai primi anni del 1600. La peste del 1630 cagionerà alla morte dei due terzi della popolazione che, al termine dell'epidemia, si ridurrà a soli 800 abitanti.
Nel 1796, durante la prima campagna d'Italia le armate francesi napoleoniche conquistarono Verona, ponendo il territorio di San Pietro in Cariano sotto il proprio dominio. In seguito al trattato di Campoformio, che decretava la scomparsa della Repubblica di Venezia, venne soppresso il secolare Vicariato della Valpolicella, che tuttavia venne ristabilito per un breve periodo in seguito alla cessione del Veneto all'Austria, per poi scomparire definitivamente in seguito alla pace di Presburgo del 1805, quando tutto il Veneto tornò sotto il dominio napoleonico.
In seguito alla Restaurazione e al Congresso di Vienna del 1814-15, San Pietro in Cariano passò stabilmente sotto il controllo dell'Impero Austro-Ungarico. Il cambio di dominazione fu salutato con soddisfazione dalla maggior parte della popolazione, e portò ad un rinnovamento amministrativo ed economico a partire dal miglioramento delle vie di comunicazione, sebbene l'epoca asburgica abbia comunque lasciato ben poche testimonianze della sua presenza nel territorio carianese.
Nel 1866, a seguito degli avvenimenti della Terza guerra d'indipendenza italiana, il Veneto viene annesso al Regno d'Italia. I primi decenni del nuovo corso politico per gran parte dei contadini di San Pietro si tradussero però un periodo di miseria, conseguenza dalla vasta disoccupazione e dei magri redditi derivanti dalle arretrate attività agricole, circostanze che si aggravarono dal diffondersi della pellagra e di altre malattie infettive come la scarlattina, il morbillo, la tubercolosi, la scrofola, la febbre tifoide, la difterite. Ciò portò all'emigrazione di parte della popolazione verso altri paesi europei e le Americhe, un fenomeno ben documentato se si confronta l'andamento demografico del paese tra il 1866 e il 1920. Nonostante le gravi difficoltà economiche, nello stesso periodo nel capoluogo, a San Floriano e a Santa Sofia, si ebbe l'istituzione delle prime scuole primarie. Perché il comune possa dotarsi anche di scuole medie inferiore e superiore bisognerà però attendere alcuni decenni. Interventi statali portarono alla realizzazione dei primi acquedotti, che comportarono un decisivo miglioramento delle condizioni igieniche di quasi tutta la popolazione, e la conseguente riduzione dell'incidenza delle malattie infettive, che ciononostante continuarono a mietere vittime per diversi decenni. A sostegno della popolazione più povera e bisognosa, a Negarine vennero fondate una congregazione di carità e, nel 1897, una società di mutuo soccorso.

### Storia contemporanea

La stazione di San Pietro in Cariano sulla linea Verona-Garda-Caprino all'inizio del XX secolo

A cavallo tra l'Ottocento e il novecento si accentua un fenomeno in essere già da molto tempo, ovvero una profonda trasformazione fondiaria caratterizzata da un grande frazionamento della proprietà terriera. Si assiste ad una riqualificazione della coltivazione della vite, con la promozione di una gestione aziendale più moderna, e l'impianto di nuovi vigneti secondo tecniche moderne, privilegiando le zone migliori per posizione e composizione del suolo. Queste iniziative apportano un miglioramento sostanziale dell'economia del paese. Il 3 agosto del 1889 viene inaugurato il primo tratto della ferrovia Verona-Caprino-Garda, il cui tracciato attraversa il comune di San Pietro in Cariano da est ad ovest. La tratta verrà poi soppressa nella prima metà del 1959 a causa del crescente traffico su gomma, nel quadro generale della politica ferroviaria volta all'eliminazione dei rami secchi.
Lo scoppio della prima guerra mondiale chiamò al fronte molti giovani carianesi, che diedero un cospicuo contributo di sangue alla patria, testimoniato, sia nel capoluogo che nelle frazioni, da monumenti commemorativi dedicati ai caduti del conflitto. Durante il periodo bellico l'economia riuscì comunque a trarre alcuni vantaggi: in particolare, i piccoli produttori agricoli videro accrescersi i propri guadagni grazie all'innalzamento dei prezzi dei prodotti delle campagne conseguenti alle incessanti richieste provenienti dal vicino fronte.
Nel 1927, nel periodo dell'Italia fascista, una moderna riforma amministrativa tesa all'eliminazione dei comuni minori fece sì che il comune di Negarine fosse aggregato (con l'esclusione di Settimo che sarà accorpato a Pescantina) a San Pietro in Cariano, definendosi così l'attuale assetto del territorio comunale.

La collina di Sausto dopo l'esplosione del 25 aprile 1945 che causò 29 morti

Durante la seconda guerra mondiale, San Pietro in Cariano fu teatro di eccidi e distruzioni. Dopo l'8 settembre 1943, come gran parte dell'arco alpino, venne occupata dalle truppe della Germania nazista. Furono quindi requisite ville, edifici privati e scuole. L'imprecisione delle bombe sganciate dagli aerei alleati nel tentativo di colpire la ferrovia e la strada del Brennero causò numerosi danni e diversi morti e feriti tra la popolazione civile. Al termine del conflitto, il 25 aprile 1945 alle dieci e mezza di sera circa, i tedeschi ormai in fuga fecero esplodere una polveriera a Corrubbio (sul monte Sausto) causando una carneficina che costò 29 morti e la distruzione di decine di abitazioni.
Al termine della guerra, come nel resto d'Italia, i carianesi iniziarono alacremente l'opera di ricostruzione. In breve tempo si ristabilirono le vie di comunicazione, cogliendo l'occasione per migliorarle e ampliarle. Parallelamente al progresso delle infrastrutture, il comune fu protagonista di una notevole crescita economica che continua ancora oggi, garantita sia dalla storica produzione vinicola, che dallo sviluppo della piccola e media industria conseguente al boom del dopoguerra.

### Simboli
Lo stemma, il gonfalone la bandiera comunale sono stati concessi con decreto del presidente della Repubblica del 28 settembre 2007.
In esso è raffigurata una fanciulla che prega tra le rovine di un castello (Castelrotto) e la chiesa parrocchiale intitolata a san Pietro Apostolo. In aggiunta, una stella a sei punte e un cartiglio che riporta la scritta Fides, "Fede". L'immagine è un richiamo alla fanciulla inginocchiata presente nella miniatura realizzata da Francesco Caroto che accompagnava il manoscritto del XVI secolo Privilegia et iura in Vallis Policelle.
Il gonfalone è un drappo di giallo con la bordatura di rosso.

La bandiera è un drappo partito di rosso e di giallo con lo stemma comunale attraversante.

### Onorificenze

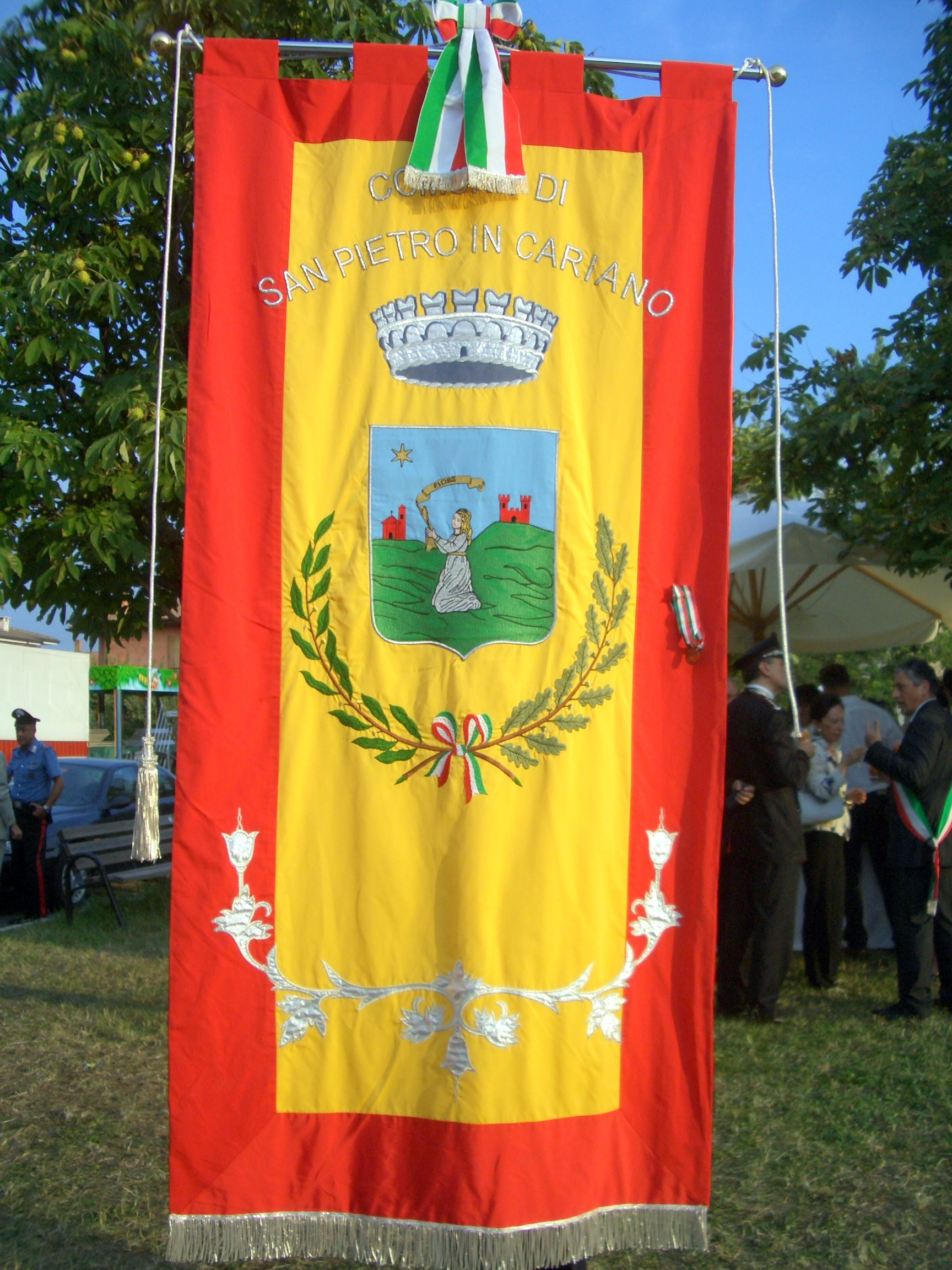
Foto del gonfalone comunale scattata alla cerimonia di consegna della medaglia al merito civile alla frazione di Corrubbio

## Monumenti e luoghi d'interesse

### Architetture religiose

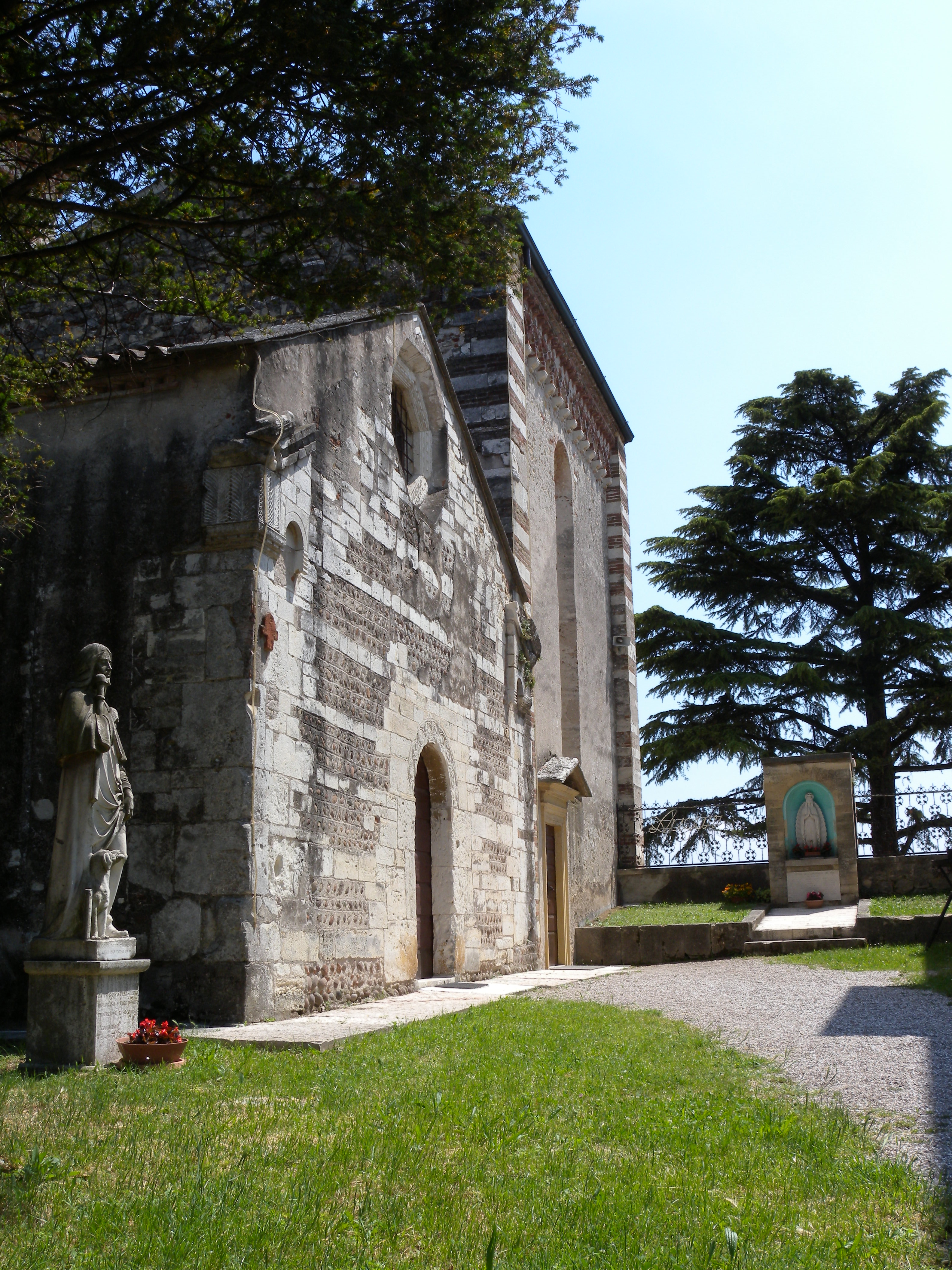
Chiesa di San Martino a Corrubbio.

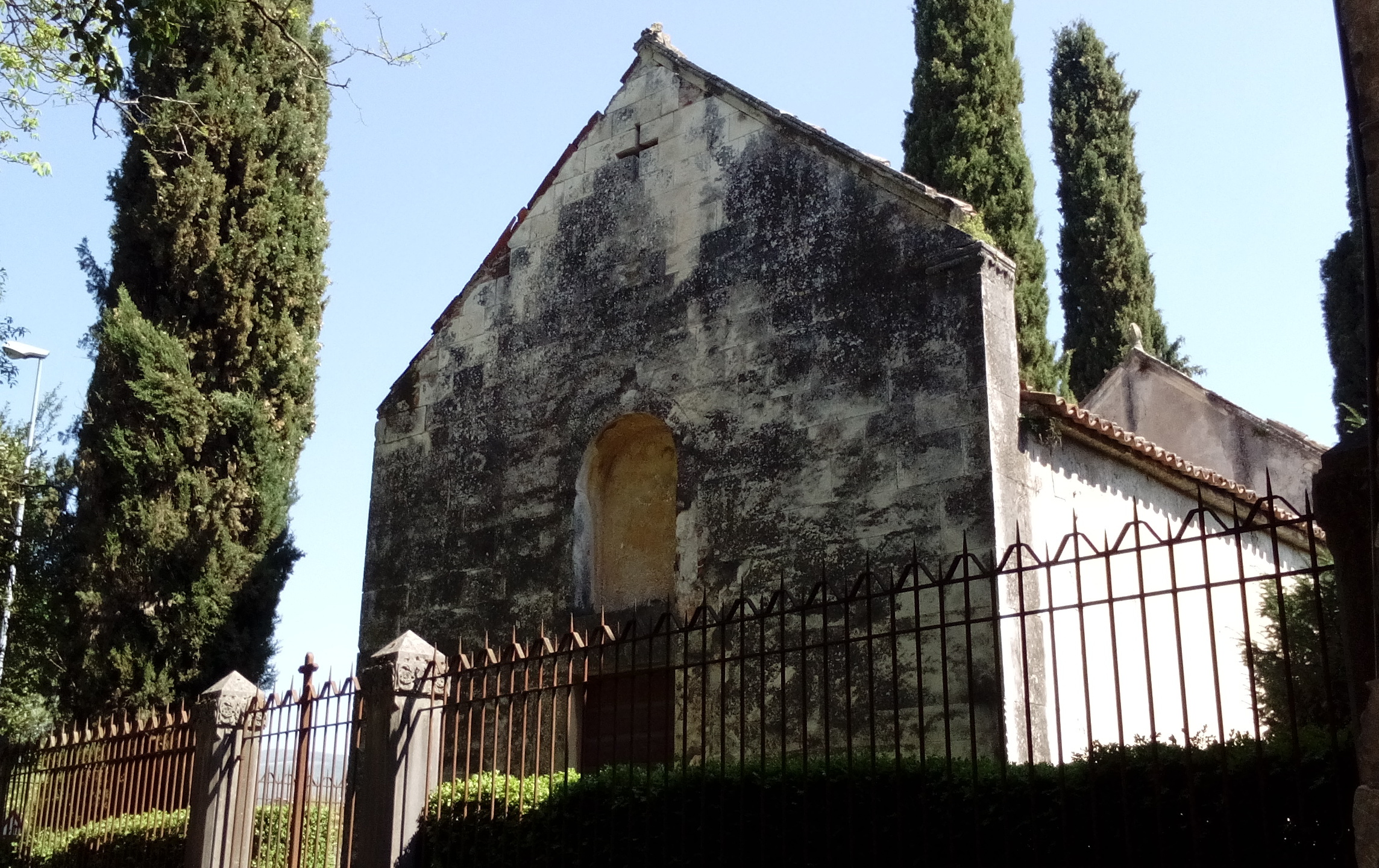
Chiesetta di Santa Sofia a Pedemonte.

Nel territorio del comune di San Pietro in Cariano si possono trovare numerosi edifici religiosi, anche di notevole interesse storico e architettonico. I più antichi risalgono all'epoca medievale, e rappresentano pregevoli esempi di architettura romanica veronese. È dal 1400 che però inizia l'edificazione di numerose chiese che vanno a costituire le prime parrocchie: quella di Castelrotto, eretta nel 1453 (anche se l'attuale edificio risale al 1828 ed è opera dell'architetto Francesco Caminata da Como), quella di San Pietro in Cariano, che la segue di soli 5 anni (e riedificata nel 1830), e quella di Bure. Nel territorio si possono trovare sparsi numerosi oratori sei-settecenteschi annessi alle ville signorili dell'epoca.
Tra i principali edifici di culto carianesi si possono citare:
- Chiesa di San Martino, a Corrubbio; è un edificio di origini longobarde ricostruito in forme romaniche nel XII secolo, probabilmente a seguito del terremoto del 1117. Costituita da una sola navata con tetto a capriate lignee e facciata a capanna, nel corso dei secoli ha subito numerose trasformazioni, in particolare nel 1478, quando gli fu addossata una cappella dedicata a San Rocco come ex voto in occasione di un'epidemia di peste.[49]
- Pieve di San Floriano, X secolo; situata nella frazione di San Floriano, rappresenta uno degli esempi più significativi e belli di pieve romanica del veronese. Di notevole interesse il chiostro settecentesco e la torre campanaria costruita in tufo e cotto.[50]
- Chiesetta di Santa Sofia, XV secolo a Pedemonte; costruita su un precedente edificio di culto del IX secolo di cui nulla ora rimane oltre alle fondamenta, si presenta come un pregevole esempio di architettura tardo romanica. Ad unica navata con tetto a capriate lignee, vanta pareti affrescate probabilmente ad opera di un allievo del Turone.[51][52]
- Chiesa dell'Ara, XVII secolo a San Pietro in Cariano; situata a lato dell'ex municipio e antica sede del vicariato, fu edificata per volere del vicario conte Carlo Verità Poeta. Nella facciata presenta un portale barocco ed alcune tracce di un affresco del Lanceni. All'interno, una grande tela di Alessandro Marchesini raffigurante Santa Chiara circondata dagli angeli e una figura di fanciulla supplicante che personifica la Valpolicella, fu interamente ridipinta nel 1939 da un artigiano del paese, perdendo purtroppo ogni interesse artistico.
- Cappella Santa Polonia (ora San Peretto), XVI secolo a San Pietro in Cariano; situata nei pressi di villa Avanzi, viene indicata anche come Santa Maria della Visitazione o Santa Elisabetta. Venne edificata in ottemperanza ad un lascito testamentario del 1507.[53]

### Architetture civili

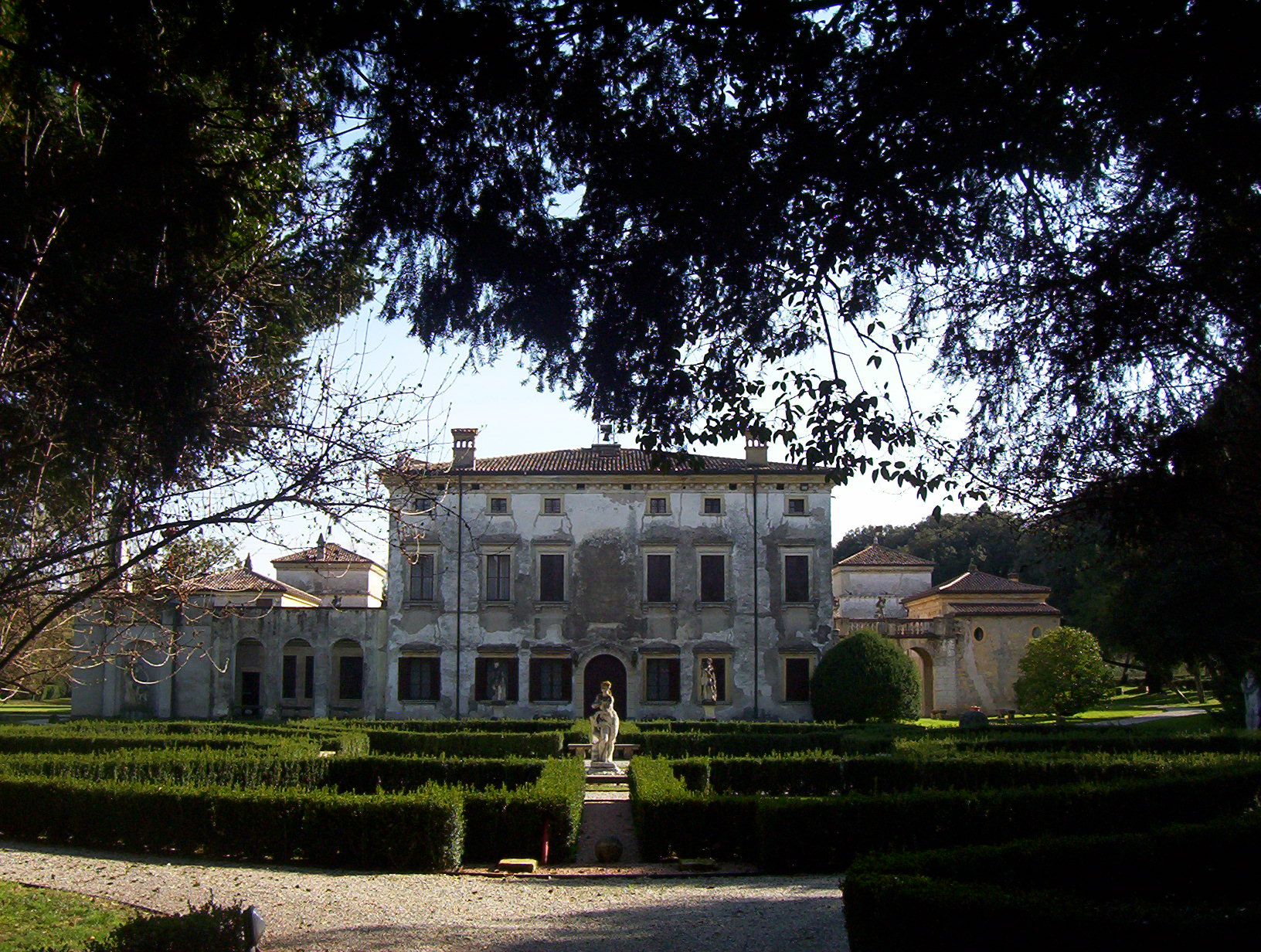
Villa Giona in località Cengia, ora sede di un'azienda agricola.

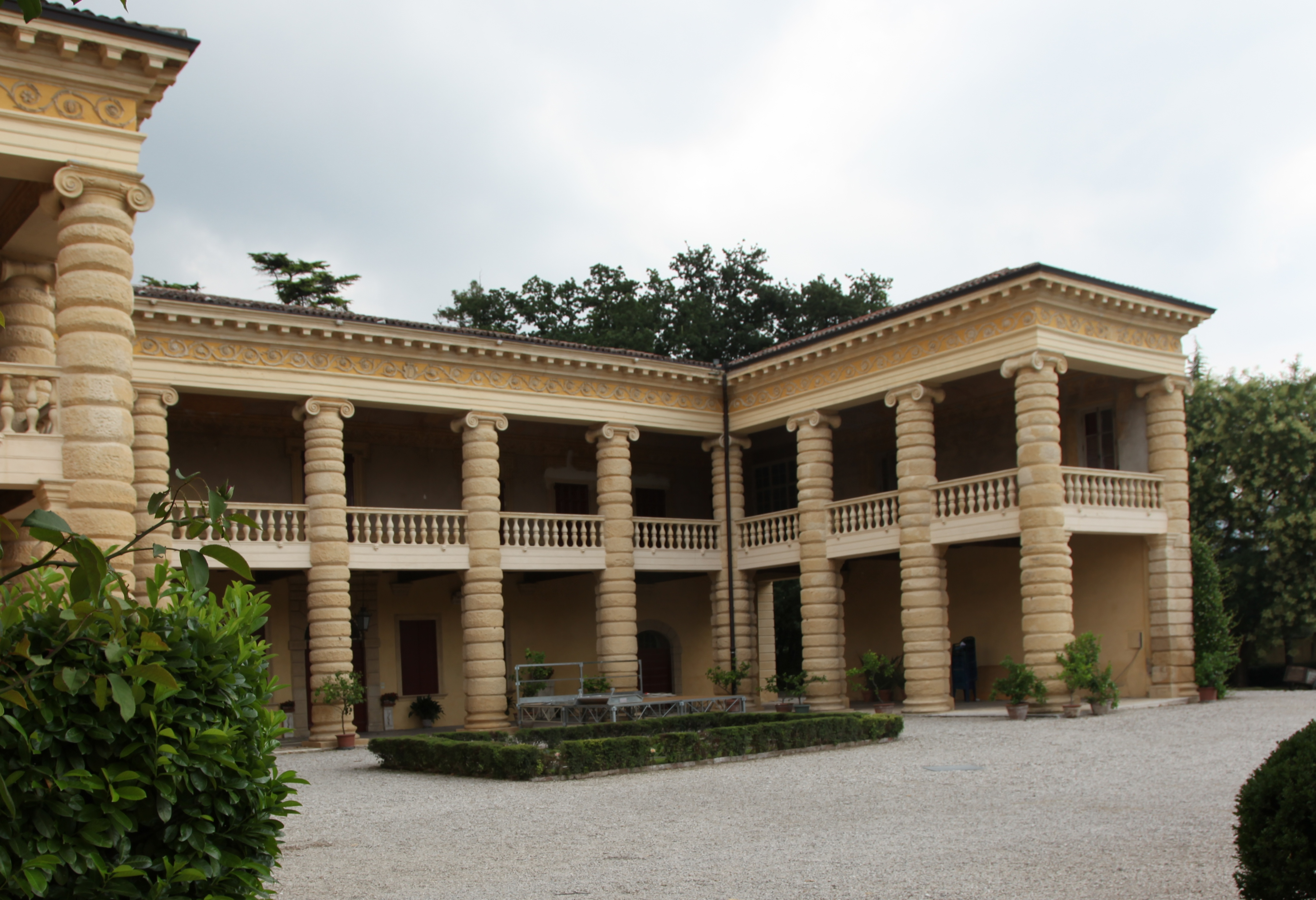
Villa Serego a Pedemonte, realizzata su progetto di Andrea Palladio, celebre architetto vicentino.

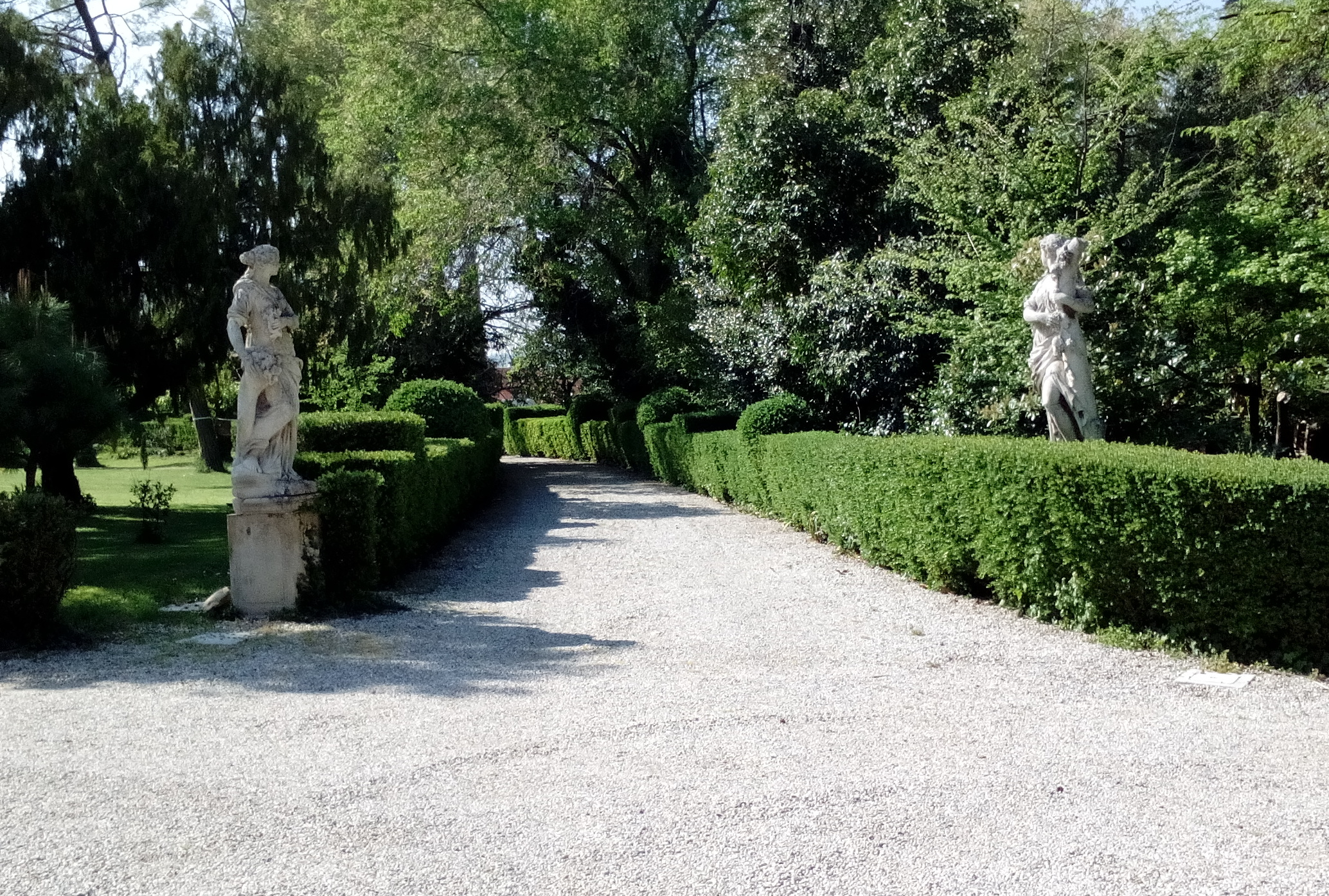
Parco di Villa Acquistapace, Castellani, a San Pietro in Cariano.

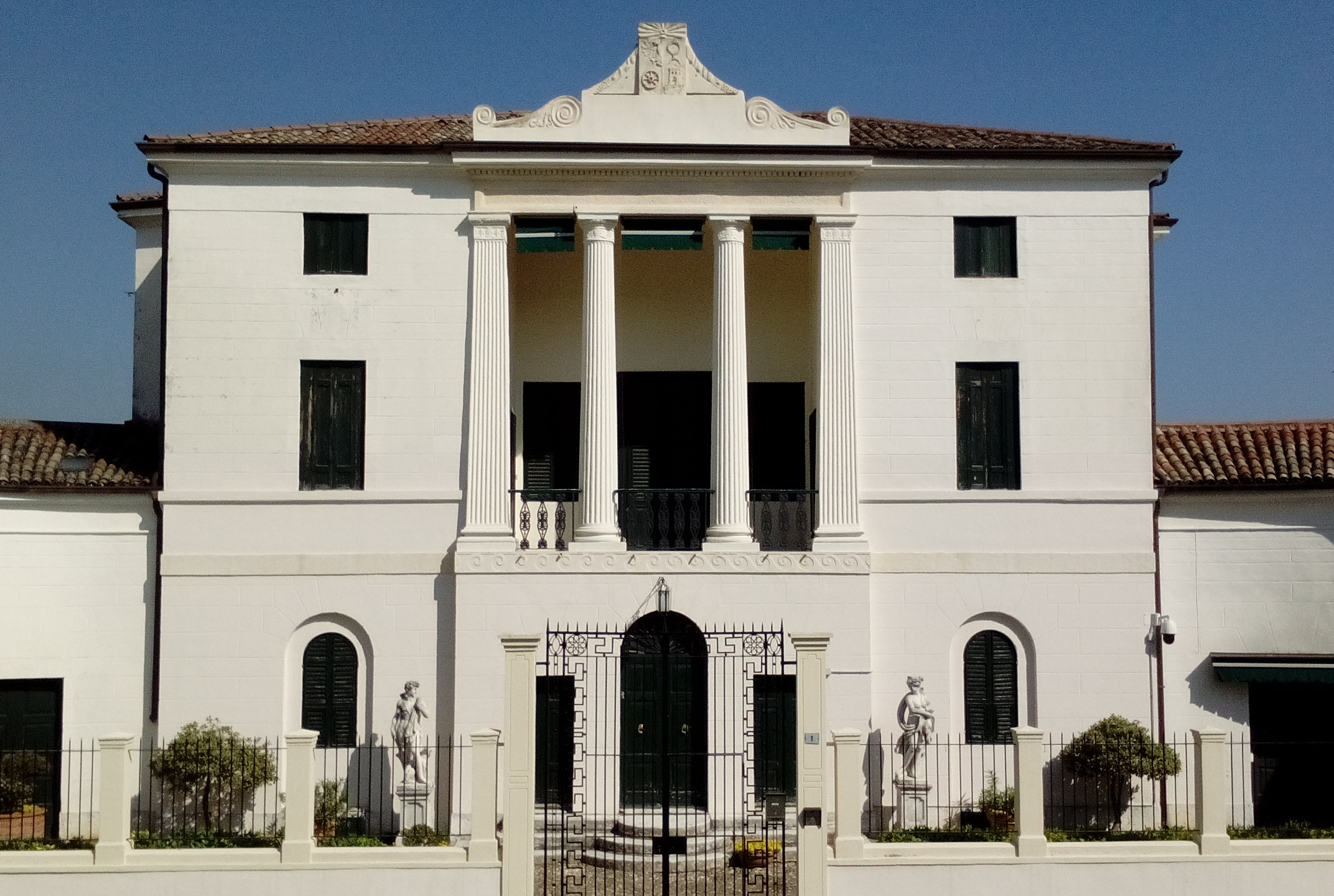
Villa Cometti, a San Pietro in Cariano (XVIII-XIX secolo).

Il territorio carianese vanta una cospicua presenza di ville venete di ragguardevole pregio storico-artistico. L'edificazione di queste dimore risale all'epoca della dominazione veneziana e nasce dall'esigenza dei ricchi proprietari terrieri veronesi di trasferirsi saltuariamente in campagna per seguire la produzione agricola, oppure per sola villeggiatura.
Non meno una quindicina di ville sono presenti nel territorio; possiamo citare le principali:
- Villa Pullè, a San Pietro in Cariano (XVI secolo), l'esterno dell'edificio è ricco di piante secolari e dispone di un pozzo risalente al 1516.[54]
- Villa Costanza, a San Pietro in Cariano (XVII secolo), costruita a forma è di "U" rovesciata con un corpo centrale e due ali perpendicolari. All'interno si trovano numerosi e pregevoli affreschi.[55]
- Villa Buri, Avanzi, San Pietro in Cariano (XIV secolo), realizzata sulla base di un edificio molto antico (se ne trova riferimento già nel 1218); nel corso dei secoli ha visto numerose modifiche e ampliamenti, come la costruzione della loggia e della colombara.[56]
- Villa Fumanelli, in località Squarano a San Pietro in Cariano (XVII secolo), realizzata con un l'uso prevalente di tufo nelle due facciate. È corredata di un ampio parco.[57]
- Villa Giona Fagiuoli, in località Cengia (XV secolo), ospita una azienda agricola mentre gli spazi padronali sono utilizzati per attività ricettive.[58]
- Villa del Quar, in località Quar a Pedemonte (XVI), è costituita da più corpi di fabbrica disposti ad U intorno ad un ampio giardino: la casa padronale secentesca, le ali est e ovest di epoca cinquecentesca e un oratorio della metà del Settecento. È ora utilizzata come albergo di lusso.[59]
- Villa Serego, in località Santa Sofia di Pedemonte (1565), realizzata solo in piccola parte rispetto alla grande estensione disegnata dal famoso architetto Andrea Palladio nei Quattro libri dell'architettura. Intorno alla metà dell'Ottocento subì notevoli mutamenti a opera dell'architetto Luigi Trezza. Dal 1996 è nella lista dei patrimoni dell'umanità dell'UNESCO.[31][60]
- Villa Lebrecht, a San Floriano (XVI secolo), rinnovata profondamente nel 1868 dall'architetto Giacomo Franco, dopo un periodo di abbandono, è oggi sede del corso di enologia dell'Università di Verona. Vanta un vasto parco.[61]
- Villa Betteloni, a Castelrotto (1381), una delle più antiche residenze di campagna veronesi. Fu abitata da Cesare e Vittorio Betteloni che la cantarono nelle loro opere.[62]
- Villa Acquistapace, Castellani, San Pietro in Cariano (XVI secolo), detta "La Serenella". Caratterizzata da un monumentale ingresso che si apre esternamente su piazza San Giuseppe e sul bel parco internamente. La facciata della villa presenta un pronao che richiama lo stile Palladiano.[63]
- Villa Banda, Amistà, a Corrubbio (seconda metà del XVIII secolo). L'attuale edificio è stato realizzato sulla base di un precedente fabbricato quattrocentesco. Di particolare, l'ampio e alto salone posto immediatamente dopo l'ingresso e abbellito da un soffitto a cassettoni.[64]
- Villa De Besi, Danese, Maggiore, a Pedemonte (XVII secolo). L'edificio ha visto diversi cambiamenti nel corso della sua storia. Oggi si presenta come un unico corpo abbellito da un porticato e da una loggia al piano superiore. All'interno, un camino cinquecentesco e sale affrescate.[65]
- Villa Cometti, a San Pietro in Cariano (XVIII-XIX secolo), realizzata in stile neoclassico, la cui facciata presenta un loggiato. Gli interni vantano stucchi colorati che rappresentano motivi floreali.[66]

Un ulteriore edificio di interesse storico è la:
- Domus Valli Pulicelle, a San Pietro in Cariano (circa XV secolo). È l'antica sede del vicariato della Valpolicella, oggi viene utilizzata come sede per alcuni uffici comunali. All'interno si possono ammirare diversi affreschi, tra cui una Madonna, attribuita Francesco Morone e altri di epoca seicentesca.

## Società

### Evoluzione demografica
Il censimento ufficiale generale della popolazione è iniziato nel 1871, dopo l'annessione al Regno d'Italia. Tra il 1929, quando viene aggregata grossa parte del comune di Negarine, e il 1950, l'andamento demografico rimane pressoché invariato, attestandosi intorno ai 5 000 abitanti. Sono i decenni successivi, in cui si assiste ad una crescita, che porteranno il numero dei residenti a raddoppiare, non tanto per l'aumento della natività, quanto per il frequente esodo dai vicini comuni (soprattutto dalla città di Verona) delle classi più agiate, che qui si trasferiranno alla ricerca di una migliore qualità della vita. Con il finire del XX secolo, si riscontra un rallentamento della crescita demografica, pur mantenendo un incremento di circa l'1% all'anno.
Un altro aspetto che ha favorito la crescita della popolazione è stato il progressivo istituirsi di poli scolastici di discrete dimensioni, assieme al rapido sviluppo del vicino Ospedale Sacro Cuore Don Calabria di Negrar, diventato punto di eccellenza nazionale per alcune specialità mediche. Analizzando più in dettaglio l'evoluzione demografica, si nota che nel tempo essa non è stata eguale per tutte le frazioni; tra il 1981 e il 1999 San Floriano, Bure e San Pietro, sono quelle che sono cresciute maggiormente con un aumento, rispettivamente, del 23,4%, del 20,4% e del 10,5%; di converso, Pedemonte e Castelrotto hanno fatto registrare un aumento del 9,7% e dell'8,8%. Corrubbio, trovandosi in posizione decentrata, è cresciuta solo del 6,6% nello stesso periodo di tempo.
Abitanti censiti

### Etnie e minoranze straniere
A partire dagli ultimi decenni del 1900, si è assistito ad un progressivo aumento della presenza di cittadini stranieri (in particolar modo di donne), che qui sono immigrati per trovare lavoro nell'agricoltura e nell'assistenza alla terza età. Questo fenomeno ha portato al crearsi di piccole comunità di persone provenienti perlopiù dal Ghana, dalla Romania e dai paesi della ex Jugoslavia.

### Istituzioni, enti e associazioni
Il Comune di San Pietro in Cariano ha attivato nel corso degli anni diverse consulte: per le pari opportunità, le attività culturali, degli anziani, l'ambiente, per l'associazionismo, oltre che ad una specifica funzionale per ogni frazione del territorio. In loco è attivo un nucleo della protezione civile, con sede a Corrubbio, ed una pro loco, situata nel capoluogo, dedita al potenziamento del turismo e alla salvaguardia del patrimonio storico e ambientale. Sempre nel capoluogo, è di stanza la locale stazione dei Carabinieri.
Oltre trenta associazioni di volontariato hanno sede nel comune. L'Associazione Nazionale Alpini conta 5 sezioni: nel capoluogo (fondata nel 1951), a san Floriano (dal 1953), a Bure (dal 1967), a Pedemonte (dal 1977) e a Negarine (dal 1984). Tra le associazioni di donatori di sangue, a Pedemonte e a San Floriano si trova la Fidas mentre a Corrubbio e a Pedemonte vi è l'AVIS; il capoluogo ospita altresì il gruppo comunale fondato nel 1982 dell'Associazione italiana per la donazione di organi. A Castelrotto ha sede il gruppo scout Agesci denominato "Castelrotto 1".
Nel 1985 il già costituito "Gruppo Alpinistico Valpolicella" diventa una sezione del Club Alpino Italiano, con propria sede stabilita a Pedemonte. Nel 1988 nasce nel comune una sezione staccata della Croce Verde Verona (operante per il Servizio Sanitario di Urgenza ed Emergenza) che, dopo una breve parentesi in cui si trasferisce nella vicina Gargagnago per mancanza di una sede appropriata, torna nel capoluogo stabilendosi nella ex stazione ferroviaria della linea Verona-Caprino-Garda.

## Cultura
A San Pietro in Cariano la sfera culturale inizia ad assumere una certa rilevanza solo nel 1980, con la nascita all'interno della giunta comunale dell'assessorato alla cultura e al tempo libero. Da allora molte iniziative culturali sono sorte tra la popolazione carianese. Nel 1986, in collaborazione con il centro di documentazione per la storia della Valpolicella viene realizzata una carta turistica del territorio comunali con segnati quattro itinerari storico-naturali attraversanti i luoghi più suggestivi e rilevanti. Nel 1996 nasce la Libera Università della Valpolicella per la formazione permanente del cittadino, presso la quale si tengono corsi di storia locale, letteratura, filosofia e lingue straniere.

### Istruzione

#### Scuole
Tra la popolazione contadina carianese della prima metà del novecento serpeggiava uno scarso interesse verso l'istruzione, considerata come motivo di ritardo nell'inserimento nel mondo del lavoro. Tale considerazione iniziò a mutare dal secondo dopoguerra, tanto che si assistette alla realizzazione di nuovi edifici scolastici e all'ampliamento di quelli esistenti, quali (alla fine degli anni 1950) l'ampliamento delle scuole elementari di Pedemonte e l'approvazione di un piano per un'altra da costruirsi a Bure. Tra il 1965 e il 1967 vengono ammodernate quelle del capoluogo, e si inizia a valutare di dotare anche San Floriano di un istituto d'istruzione primaria. Nel 1969 viene approvata la realizzazione, a san Pietro, di un nuovo edificio per ospitare le scuole medie inferiori.

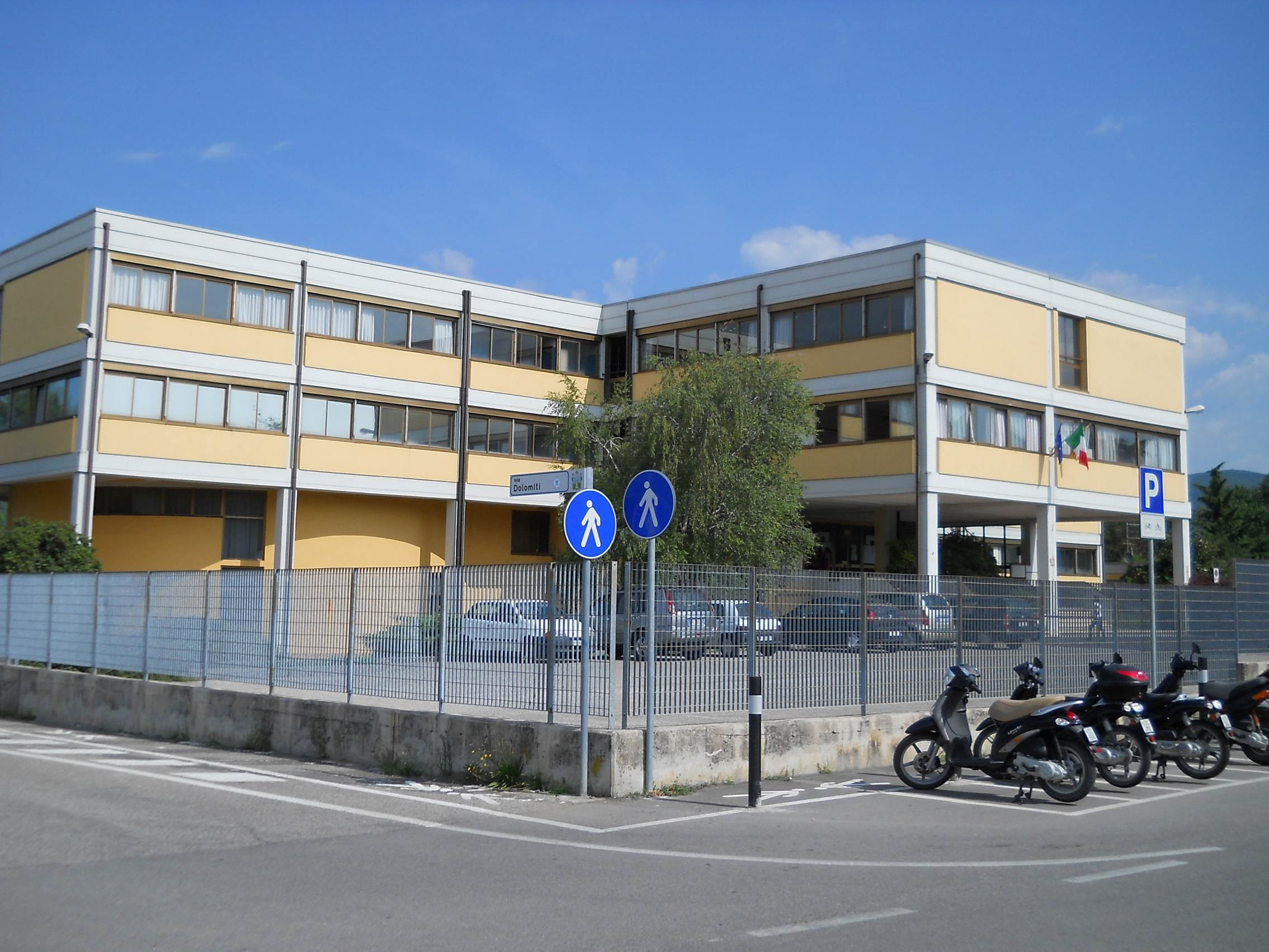
L'istituto tecnico commerciale di San Pietro in Cariano

Nel 1980 viene inaugurato a San Floriano il primo asilo nido di tutta la Valpolicella, mentre a Corrubbio sorge la prima scuola materna statale del comune. Sempre nello stesso, anno vengono completati i lavori dell'istituto tecnico commerciale di San Pietro in Cariano.
Già nel 1971 era stato fondato un istituto statale per l'agricoltura, a san Floriano, presso villa Lebrecht. La scelta della villa, precedentemente utilizzata come ospedale psichiatrico femminile, seppur prestigiosa, si è rivelata infelice: alcuni problemi strutturali dell'edificio lo portarono ad essere dichiarato inagibile nel 1985 con conseguenti gravi ripercussioni sulla formazione degli alunni. Di conseguenza, due anni più tardi iniziarono i lavori per un nuovo edificio scolastico che venne realizzato nella zona attigua al parco della stessa villa Lebrecht. Questo nuovo complesso si compone di 25 aule didattiche, a cui se ne aggiungono ben 8 dedicate al centro di sperimentazione, oltre ad un impianto sportivo esterno, una palestra ed un'aula magna. In poco più di un anno, nel 1988 i lavori vengono conclusi. A partire dal 1991, parte del complesso scolastico viene destinato ad ospitare la sezione staccata del liceo scientifico "Girolamo Fracastoro" di Verona. Successivamente il liceo guadagnerà la propria autonomia e verrà intitolato, dopo una non semplice discussione, allo scrittore Primo Levi.

#### Università

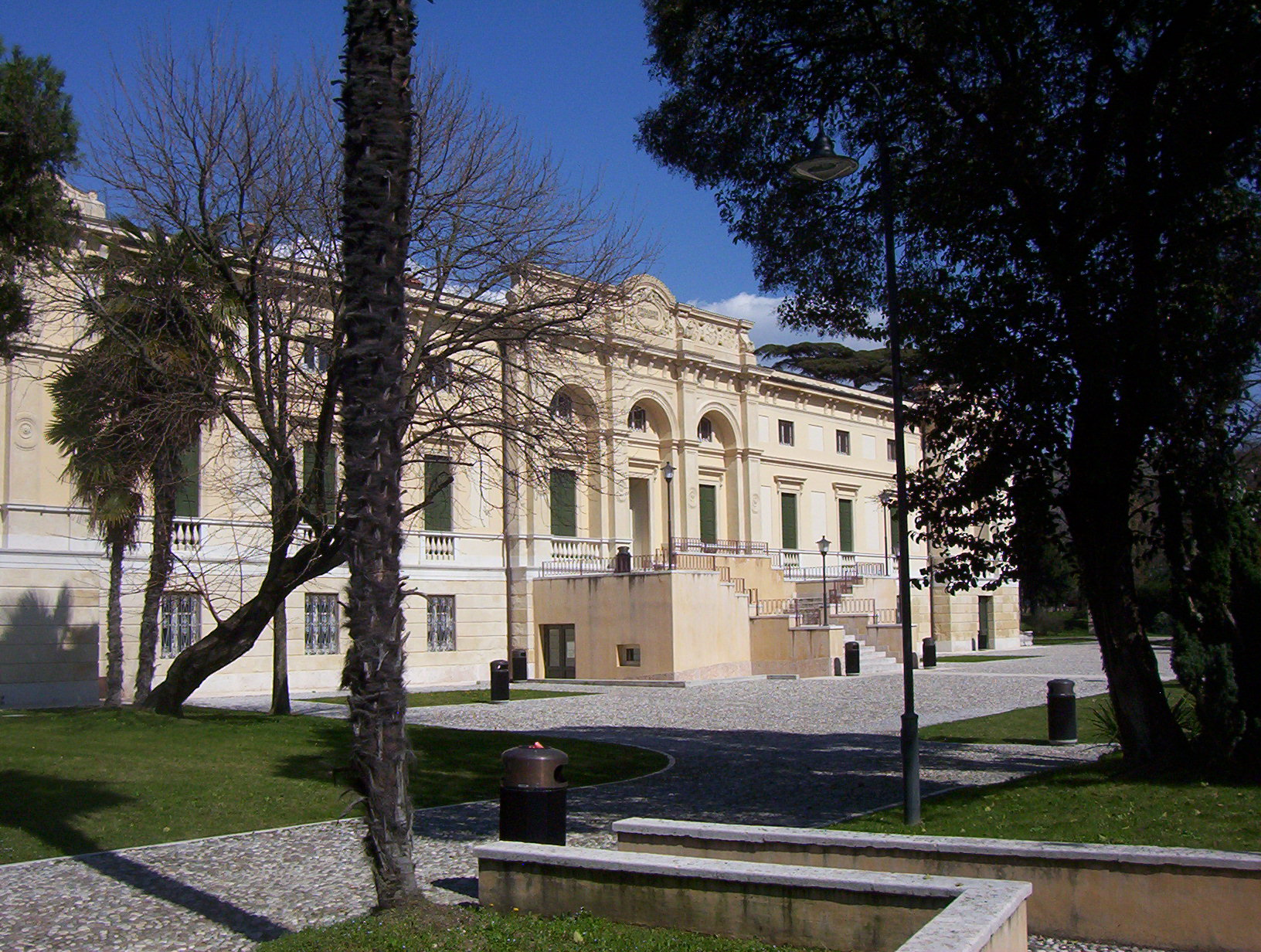
Villa Lebrecht, sede del corso di laurea in scienza e tecnologie viticole ed enologiche.

Nel 2001, dopo il fallimento del progetto di spostare la sede del liceo scientifico "Levi" a Villa Lebrecht, la provincia assunse la decisione di cedere la villa stessa all'Università degli studi di Verona che, grazie ad un intervento della Fondazione Cariverona, venne completamente restaurata, e nel 2006 divenne sede del dipartimento del Corso di Laurea in Scienza e Tecnologie viticole ed enologiche, contando quasi 200 iscritti.

#### Biblioteche
Uno dei primi risultati positivi del neo-assessorato alla cultura e al tempo libero si poté riscontrare fin dall'anno successivo alla sua istituzione (1980), con la fondazione della biblioteca comunale, la prima in Valpolicella. Dopo un inizio difficile, nel 1982 essa offriva un servizio costante agli utenti con un regolare orario di apertura. Nel 1984 il patrimonio librario della biblioteca contava 2 389 volumi. Dopo una parentesi di cinque anni, in cui venne spostata nel centro sociale del capoluogo, nel 1991 trovò la sua nuova sede nell'edificio dell'istituto tecnico tecnologico agrario di San Floriano. Contestualmente, il numero di libri a disposizione salì a circa 4 000 volumi. La biblioteca è oggi integrata nel sistema bibliotecario della provincia di Verona.

### Teatro e musica
Da molti anni la passione per la recitazione coinvolge il tempo libero di diversi carianesi. Quasi tutte le frazioni vantano teatri in cui si tengono annualmente rassegne nelle quali si esibiscono compagnie amatoriali provenienti da tutto il Veneto; tra questi eventi, si ricorda "De-Gustiamo il Teatro" al Teatro Don Mazza del capoluogo, "Vieni a Teatro" organizzato dall'Associazione Cultura & Spettacolo di Pedemonte e "Buon vino fa buon teatro" che si tiene all'aperto in alcuni luoghi caratteristici, oltre a numerosi spettacoli messi in scena al teatro parrocchiale di Bure.
A questo si aggiungono numerose iniziative musicali all'interno del comune. Nel corso degli anni si sono formati alcuni cori di notevole spessore: "El Vesoto" a San Floriano, "Le campanelle" a San Pietro, "Polifonico della Valpolicella" a Pedemonte e "Canto Nuovo" a Castelrotto. Nel 1986 è stata ricostituita la Banda musicale cittadina, dopo 25 anni di assenza e che attualmente conta una quarantina di strumentisti oltre a collaborare con il locale Istituto comprensivo "Carlotta Ascheri" in progetti di promozione musicale. Nei primi anni del 2000, nel parco pubblico del capoluogo si è organizzato l'Altrisounds Soundpark Music Festival, uno tra i maggiori eventi musicale del veronese in ambito Rock e Underground.

### Cucina
I piatti tipici della zona appartengono alla tradizione culinaria veronese. La minestra di verdure è sempre stato il primo piatto più frequente sulle tavole dei carianesi, mentre di secondo l'hanno sempre fatta da padrone i salumi: la soppressa, la salsiccia e l'immancabile cotechino, accompagnati da polenta o pearà (quest'ultima utilizzata spesso anche in abbinamento con il lesso). Tra i contorni più utilizzati vi sono formaggi, patate, fagioli, verze e piselli. La selvaggina qui consumata comprende useleti arrostiti, lepri e fagiani. Una menzione speciale va al "risotto all'Amarone", realizzato utilizzando il famoso vino locale. Non vi sono dolci particolarmente legati al territorio, tuttavia a Carnevale si gustano le frìtołe o le sossole, mentre la sbrisolona può essere la conclusione del pranzo per tutto l'anno, magari accompagnata da un bicchiere di Recioto della Valpolicella.

### Eventi
Come è tradizione in tutta la provincia di Verona, anche San Pietro in Cariano ospita diverse sagre, feste popolari della durata di alcuni giorni, caratterizzate da musica dal vivo e chioschi enogastronomici. Di grande richiamo, nella decade centrale di agosto, è la "Sagra dell'anguria e Festa dell'Assunta", che si svolge a Bure, concludendosi la serata finale con il palo della cuccagna, ormai uno dei pochi rimasti in provincia di Verona.
A cavallo tra il 25 aprile e il 1º maggio, a Pedemonte si svolge la tradizionale "Festa dei vini classici della Valpolicella". Al suo interno vi sono molte sono molteplici manifestazioni legate al mondo del vino Valpolicella, tra cui dal 1998 spicca la "Magnalonga", una camminata enogastronomica lungo le colline, che richiama migliaia di appassionati da ogni parte d'Italia e dall'estero.

## Geografia antropica

### Urbanistica

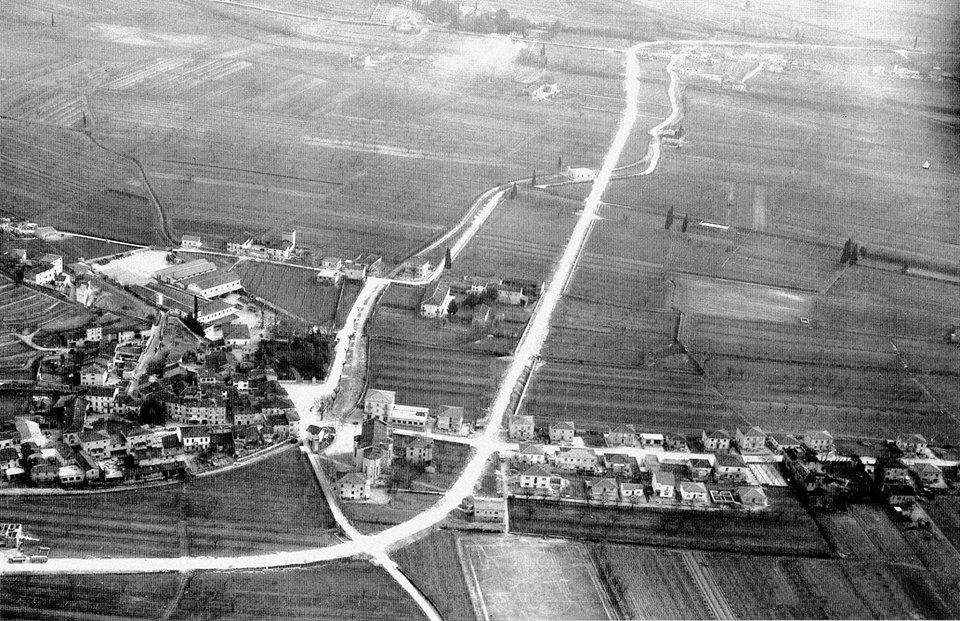
La frazione di Pedemonte in una fotografia del 1959. Si osservi il tracciato della nuova Strada Provinciale n.4 che taglierà irrimediabilmente il paese, favorendo una successiva disordinata edificazione

Se per gran parte della sua storia il territorio di San Pietro in Cariano è stato caratterizzato dalla presenza di alcune dimore signorili contornate da vasti parchi e di contrade agricole scarsamente urbanizzate, oggi ciò appare nella quasi totalità inglobato in una urbanistica disorganizzata e cresciuta disomogeneamente, in cui si alternano residenze, piccole industrie, negozi e supermercati. Le frazioni più popolose del Comune, San Floriano e Pedemonte, si sono sviluppate lungo la Strada Provinciale n.4, realizzata tra il 1955 e il 1961 tagliando, secondo quanto appuntato dal soprintendente Piero Gazzola, «indiscriminatamente parchi e giardini mutando quindi il carattere della zona». La tipologia costruttiva più frequente è rappresentata da piccoli condomini e case a schiera. Il tessuto urbano di Corrubbio, è caratterizzato anche di una non trascurabile presenza di edilizia popolare.
Se nel primo dopoguerra la frazione di San Floriano mostra una crescita urbanistica modesta, questo non si può dire di Pedemonte che, per via della sua maggior vicinanza alla città di Verona, raddoppierà rispetto ad inizio secolo. Sarà proprio nella direzione del capoluogo scaligero che l'urbanizzazione della frazione si svilupperà maggiormente (tanto da divenire un unico nucleo urbano con la confinante Santa Maria di Negrar) e, solo in un secondo momento, verso San Floriano e verso Cengia.

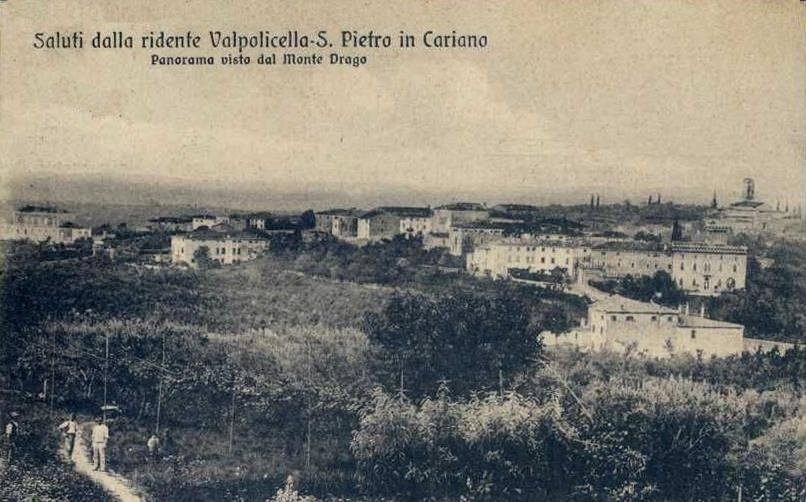
San Pietro in Cariano in una foto d'epoca

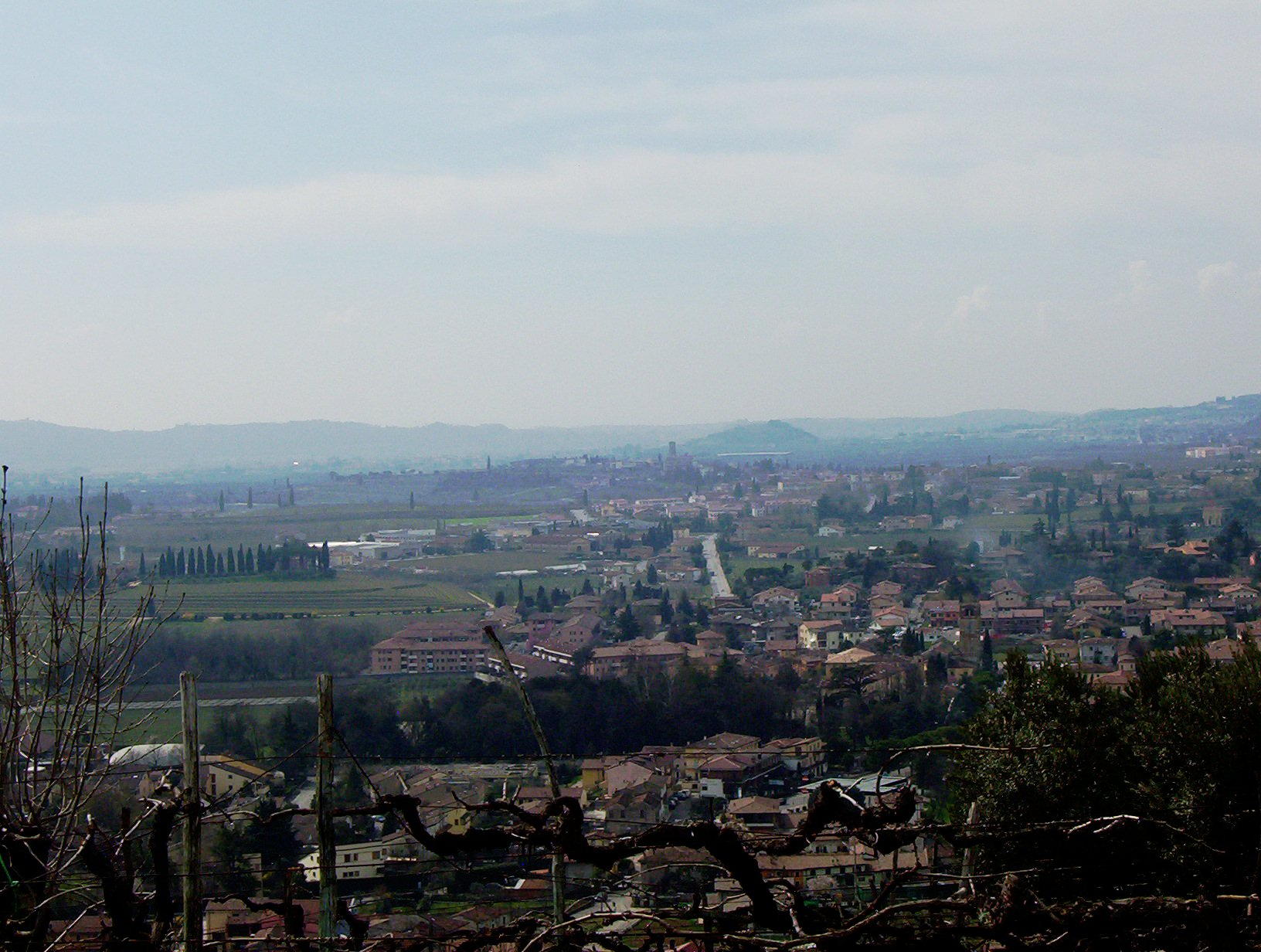
In primo piano la frazione di San Floriano, sullo sfondo il capoluogo. Si può notare la caotica urbanizzazione

Proprio per controllare questo boom edilizio, nel 1963 si tenta, per valore dell'allora sindaco Italo Zenatelli, la stesura di un Piano Regolatore Generale" (Prg). Il lavoro viene commissionato all'architetto Gianni Perbellini e tale documento rappresenterà una delle prime esperienze italiane di questo tipo a tutela del territorio. Nonostante le buone premesse però, la sua redazione incontrerà notevoli difficoltà, dovendosi confrontare aspramente con gli interessi dei proprietari fondiari e delle imprese edili, nonché con gli impegni precedentemente assunti da parte dell'amministrazione comunale. La necessità di porre un freno alla progressiva cementificazione della zona è ben dimostrata dall'incremento, nell'arco degli anni 1960, del 40% delle abitazioni censite nel comune, di cui quasi i due terzi caratterizzate da abitazioni unifamiliari.
Il piano regolatore formalizzato nel 1969 individua una zona industriale in località Casa Rossa, scelta per la sua posizione centrale, comoda da raggiungere, e un'ulteriore zona produttiva a cui destinare i terreni posti a sud della piazza di San Floriano. Per ridurre ulteriormente il fenomeno del pendolarismo verso la città, nella stesura del piano si inizia a valutare la realizzazione di edilizia scolastica.
Il tentativo di regolare l'urbanizzazione va tuttavia subito in crisi l'anno successivo all'entrata in vigore del primo Prg, quando la nuova amministrazione guidata da Veronesi lo ritira a favore di un più semplice “Programma di Fabbricazione". Questa scelta porterà inevitabilmente ad un intensificarsi di nuove unità abitative e centri dedicati ai servizi in tutto il territorio comunale.
Grazie all'interesse di numerosi studiosi e amanti del territorio, a partire dalla metà degli anni 1970 si inizierà a porre maggiore attenzione al valore paesaggistico della zona ed ai rischi che si stanno correndo tollerando un'urbanizzazione selvaggia che, tuttavia, ha già irrimediabilmente snaturato il comune.

### Frazioni
La struttura insediativa del comune segue principalmente la disposizione delle principali vie di comunicazione. In particolare il capoluogo San Pietro in Cariano, e le frazioni di Bure, San Floriano e Pedemonte trovano collocazione lungo la strada provinciale n. 4, mentre Corrubbio e Castelrotto si localizzano al di fuori delle vie di comunicazione più trafficate, e traggono origine da due nuclei storici, l'uno caratterizzato da corti rurali e l'altro dalla presenza di un castello.

#### Bure
La frazione di Bure è situata a nord-ovest del territorio, sul confine con il comune di Sant'Ambrogio di Valpolicella. Il centro storico è formato da due nuclei. Il primo è composto da una corte a "C" rivolta a mezzogiorno e, nella parte alta (conosciuta come Bure Alto), dalla chiesa con annessa sacrestia. Il secondo nucleo è formato in origine da quattro corti distinte. Oltre ai due nuclei storici, si segnala la presenza di tre importanti costruzioni: Villa Girardi, Casa colonica Voghera e Villa Monga-Negri-Scipioni. In questa frazione si stanziano attività produttive, né aree a destinazione produttiva.

#### Castelrotto

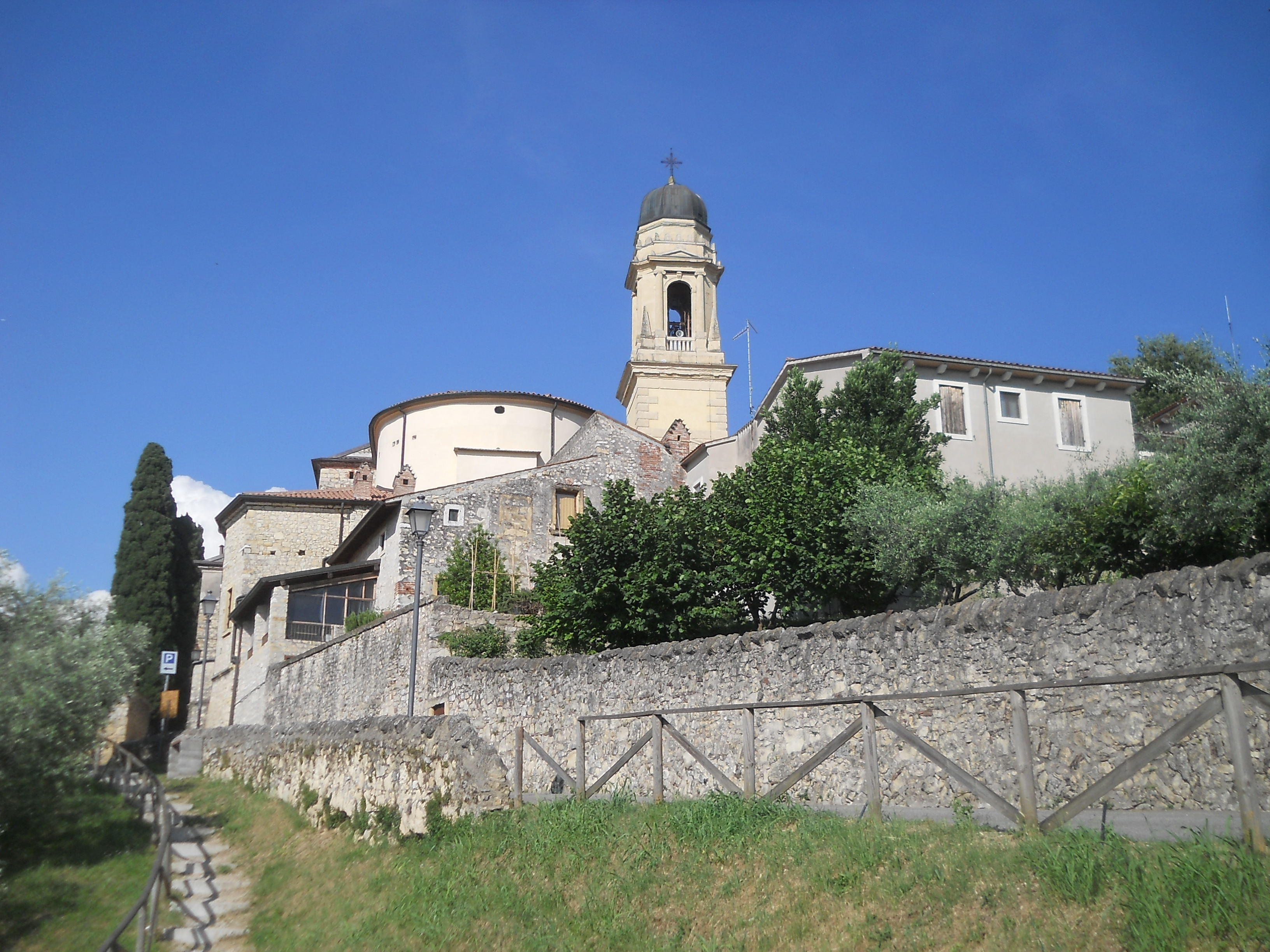
Frazione di Castelrotto

La frazione di Castelrotto è composta anche dalle località Casette, Cengia, Negarine e Borgo Nuovo. Castelrotto e Cengia sono contigue, al centro del territorio comunale. Il nucleo storico di Cengia, situato ai piedi del monte Sacchetti, sotto la frazione di Castelrotto, è caratterizzato da un insieme di suggestive corti rurali, poste a cavaliere della strada comunale di Pedemonte, costruite a quote diverse tra loro e rispetto alla strada principale. Lo sviluppo insediativo della frazione è estremamente contenuto. È dotata di un giardino pubblico di quartiere e si segnala la presenza della bella Villa Giona Fagiuoli.
Castelrotto presenta un centro storico ben conservato, sorto intorno ad un castello del quale rimangono solo poche rovine. Di rilievo, Villa Bellini Carnalesi con annesso parco, situata al di fuori del centro storico. Alcuni scavi archeologici effettuati in zona hanno permesso di riportare alla luce un abitato protostorico. Scendendo lungo la via Claudia Augusta, tra filari di vigneti, si incontra il nucleo storico di Negarine, con forte presenza di edifici d'epoca antica.

#### Corrubbio

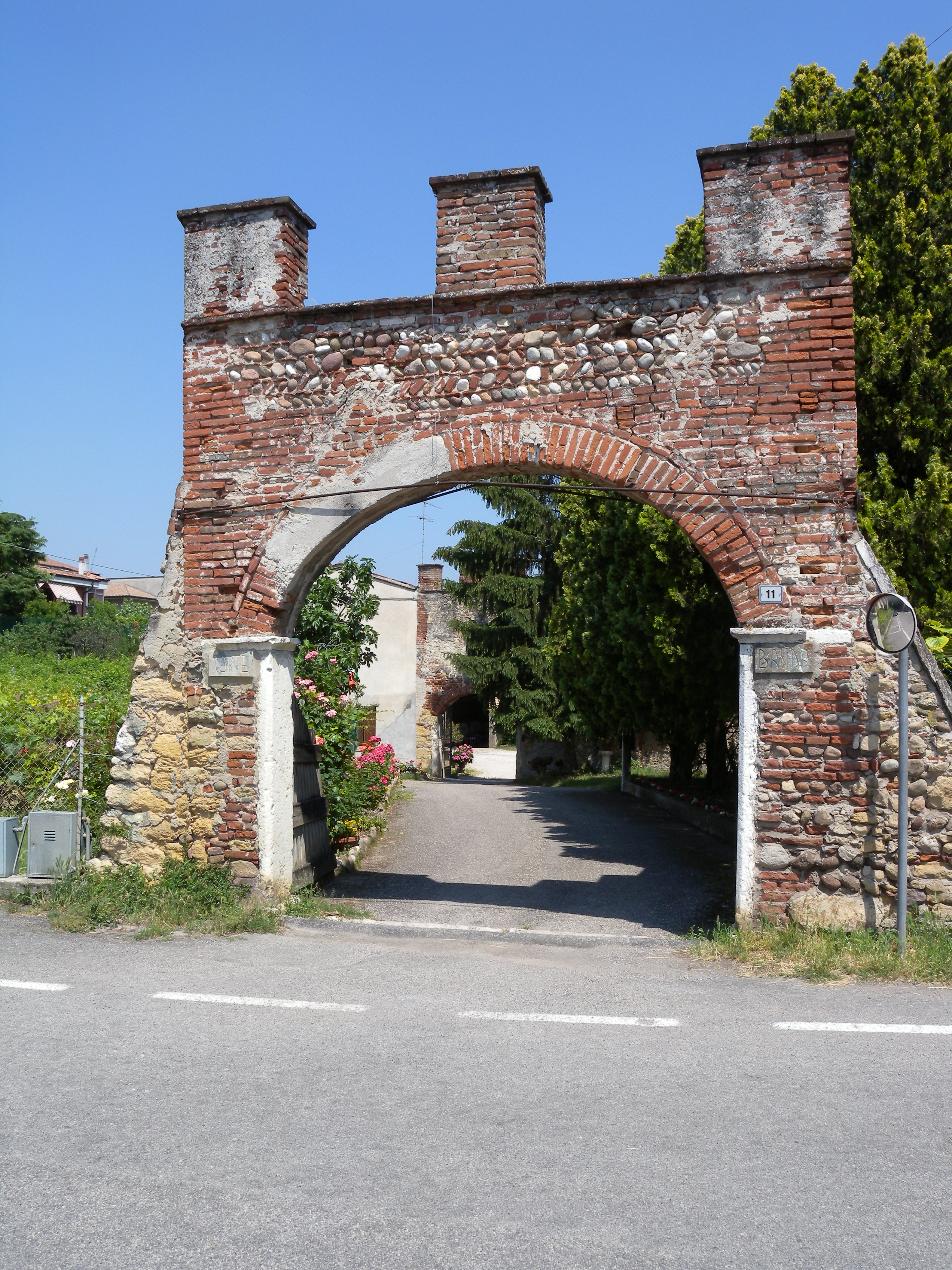
Ingresso di Villa Banda

Sorta in posizione più decentrata, rispetto all'asse viario della provinciale n.4, Corrubbio è attraversata dalla via Claudia Augusta, su cui si affacciano Villa Zambelli, Caldera, detta "Le Cedrare", Villa Amistà (ora utilizzata come hotel di lusso), Villa Lorenzi-Banda e Villa Betteloni detta "San Giusto". Il patrimonio architettonico è completato da alcune corti rurali.
La frazione di Corrubbio si compone delle località San Martino, Sausto e Villa Angelina.

#### Pedemonte

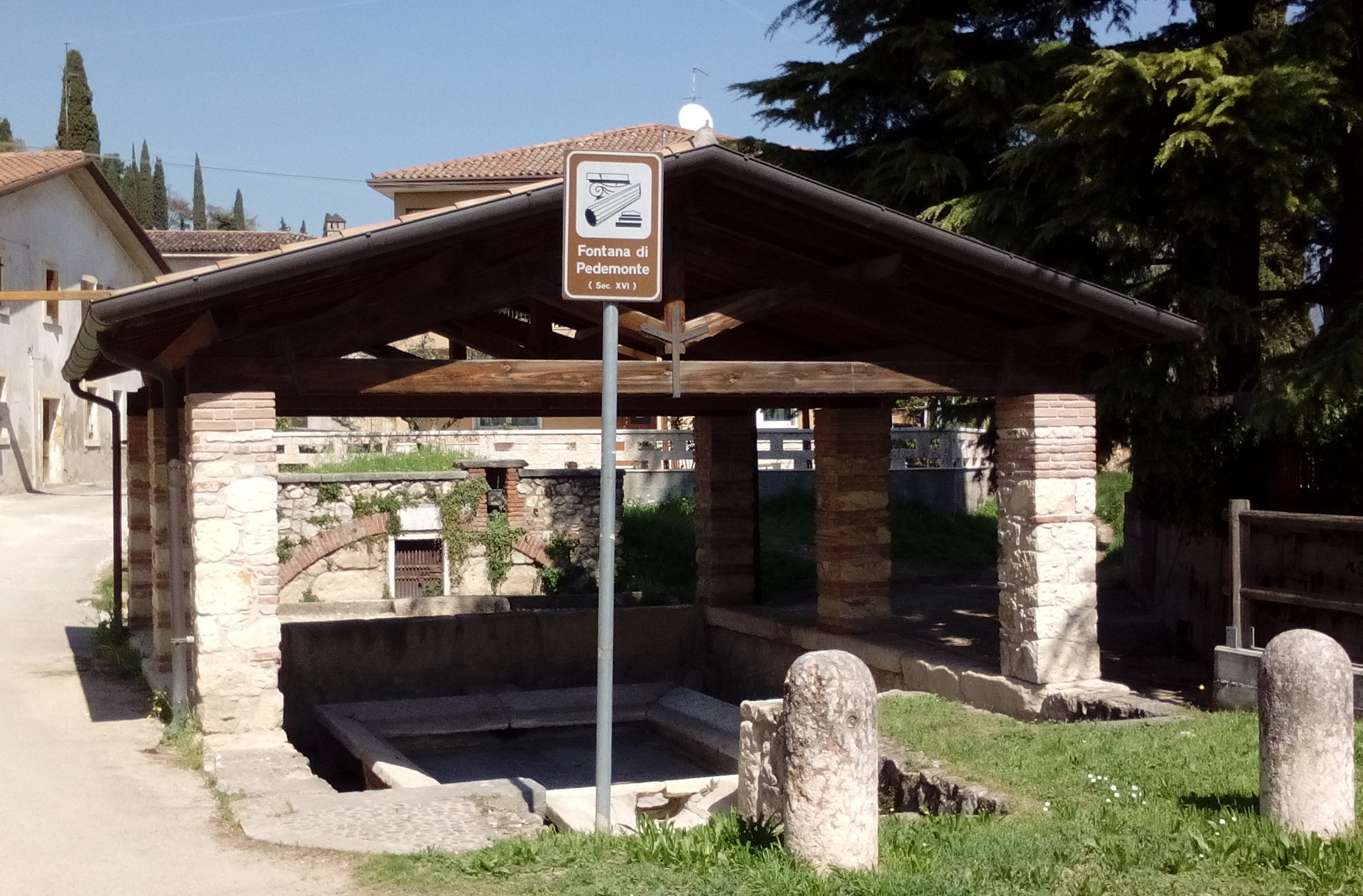
Fontana del XVI secolo a Pedemonte

Pedemonte è una frazione densamente abitata del comune, di cui fanno parte le località di Fontana, Nassar, Quar e Santa Sofia. Si sviluppa lungo il confine sud-est del territorio comunale, collegando San Pietro in Cariano con quello di Negrar a est e di Verona (capoluogo di provincia) a sud.
È paese di confine, a soli otto chilometri dalle porte di Verona; spesso viene considerato un paese di passaggio, dato che si sviluppa lungo la principale strada di penetrazione nella Valpolicella, la Strada Provinciale n. 4 che, realizzata nel 1958, contribuisce significativamente al problema del traffico di spostamento dalla città e viceversa.
Nonostante la situazione caotica e marginale del paese, la presenza di un edificio storico di importanza architettonica mondiale, contribuisce alla rinomanza di tutto il territorio comunale a livello internazionale: la Villa Serego realizzata su progetto di Andrea Palladio.

#### San Floriano

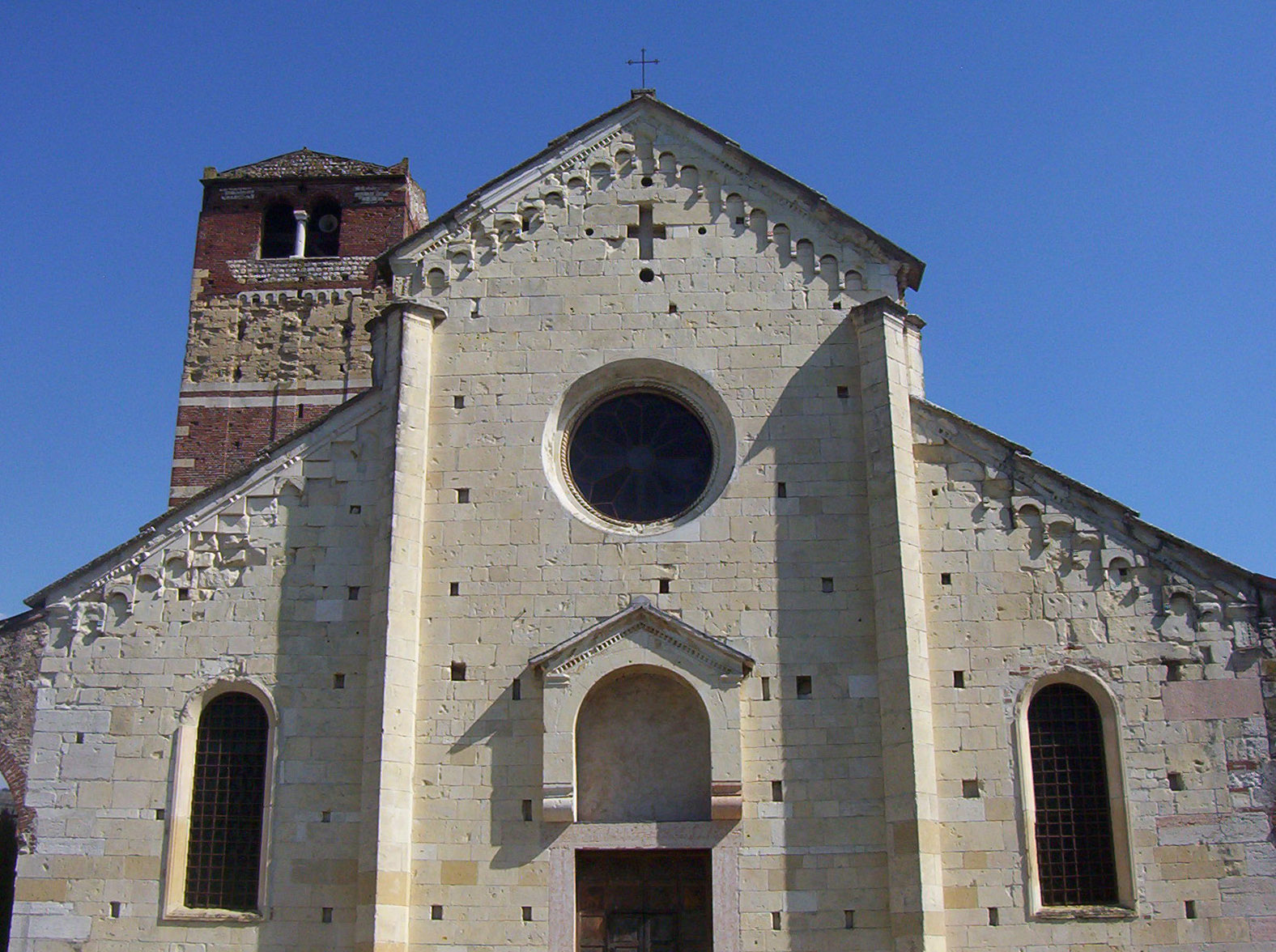
Facciata della pieve di San Floriano

La frazione di San Floriano si colloca a nord-est del territorio comunale, lungo la strada provinciale n. 4 tra San Pietro in Cariano e Pedemonte, sviluppandosi fin sul confine con il comune di Marano di Valpolicella. Il centro storico è intersecato dalla strada provinciale della Valpolicella, che lo divide in due parti separate. La prima, sorta attorno alla pieve romanica e alla villa Lebrecht, è formata da edifici in linea che chiudono come un sipario la panoramica sui due fabbricati. Il secondo blocco (denominato Semonte), è formato a sua volta da tre parti, una a sud della provinciale (contrada Lenguin), le altre due a nord.
Il nucleo centrale della frazione è rappresentato dal sistema chiesa (Pieve romanica) - piazza, che ne crea l'identità. Nelle immediate vicinanze troviamo Villa Lebrecht, sede del Dipartimento di Scienze, Tecnologie e Mercati della Vite e del Vino, annesso all'Università di Verona, che ben si armonizza con l'attività agricola prevalente nel territorio.

## Economia

### Settore primario

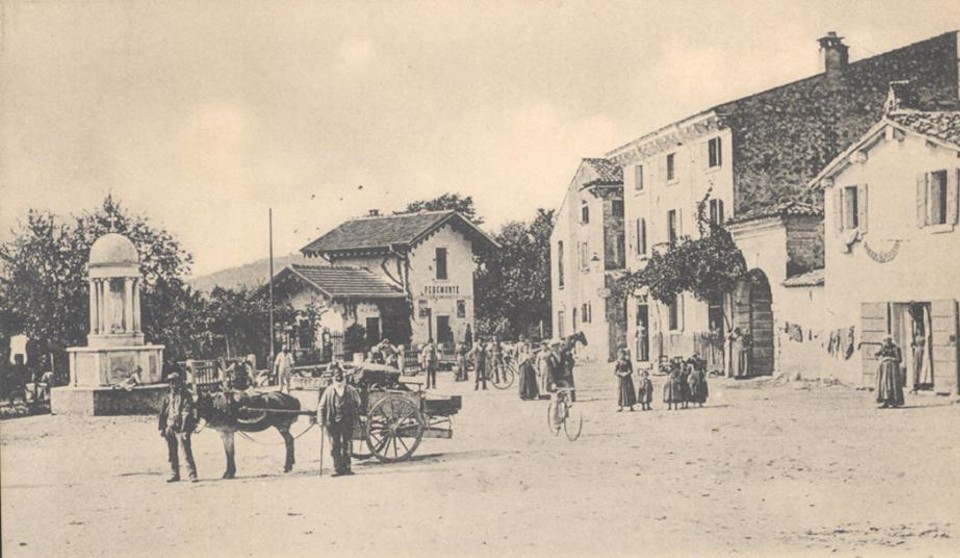
Piazza San Rocco a Pedemonte intorno al 1900. A quell'epoca la maggioranza della popolazione viveva di un'economia di sussistenza basata sull'agricoltura e sull'allevamento

Agli inizi del XX secolo, gran parte del territorio del Comune era mantenuto a prato e destinato all'ottenimento del foraggio. A dimostrare ciò è l'intensa attività di allevamento che si registrava: nel 1928 tra Negrarine e San Pietro vi erano 428 capi di bestiame (vitelli, buoi, manzi, vacche da latte, tori), a cui si aggiungevano una ottantina di cavalli, oltre ad ovini, suini, caprini, pollame e conigli. Tra i prodotti principali dell'agricoltura, una menzione particolare merita la bachicoltura con una produzione di circa 12 000 kg di bozzoli a Negarine e 28 500 a San Pietro.
L'economia della zona era principalmente basata sulla piccola proprietà e sulla mezzadria, a differenza della bassa veronese in cui il salariato era il contratto di lavoro più frequente. L'attività vinicola era ancora agli albori e la sua produzione era quasi interamente dedicata al consumo locale e solo in piccola parte destinata all'esportazione nella vicina Verona. In pratica, il territorio viveva di un'economia di sussistenza, una condizione che perdurò fino alla fine della seconda guerra mondiale. Tuttavia, già dagli anni 1930 si iniziò a considerare più accuratamente la vocazione di queste terre per la coltivazione della vite, attività che con il finire del secolo diverrà predominante tanto da sostituire quasi tutte le altre coltivazioni.
Anche l'allevamento, che suppliva da forza motrice per le pesanti operazioni agricole, andò pian piano a scomparire, grazie all'introduzione di nuovi mezzi meccanici a servizio dell'agricoltura che, nel 1961, poteva contare su ben 130 trattori e svariate motofalciatrici e atomizzatori.

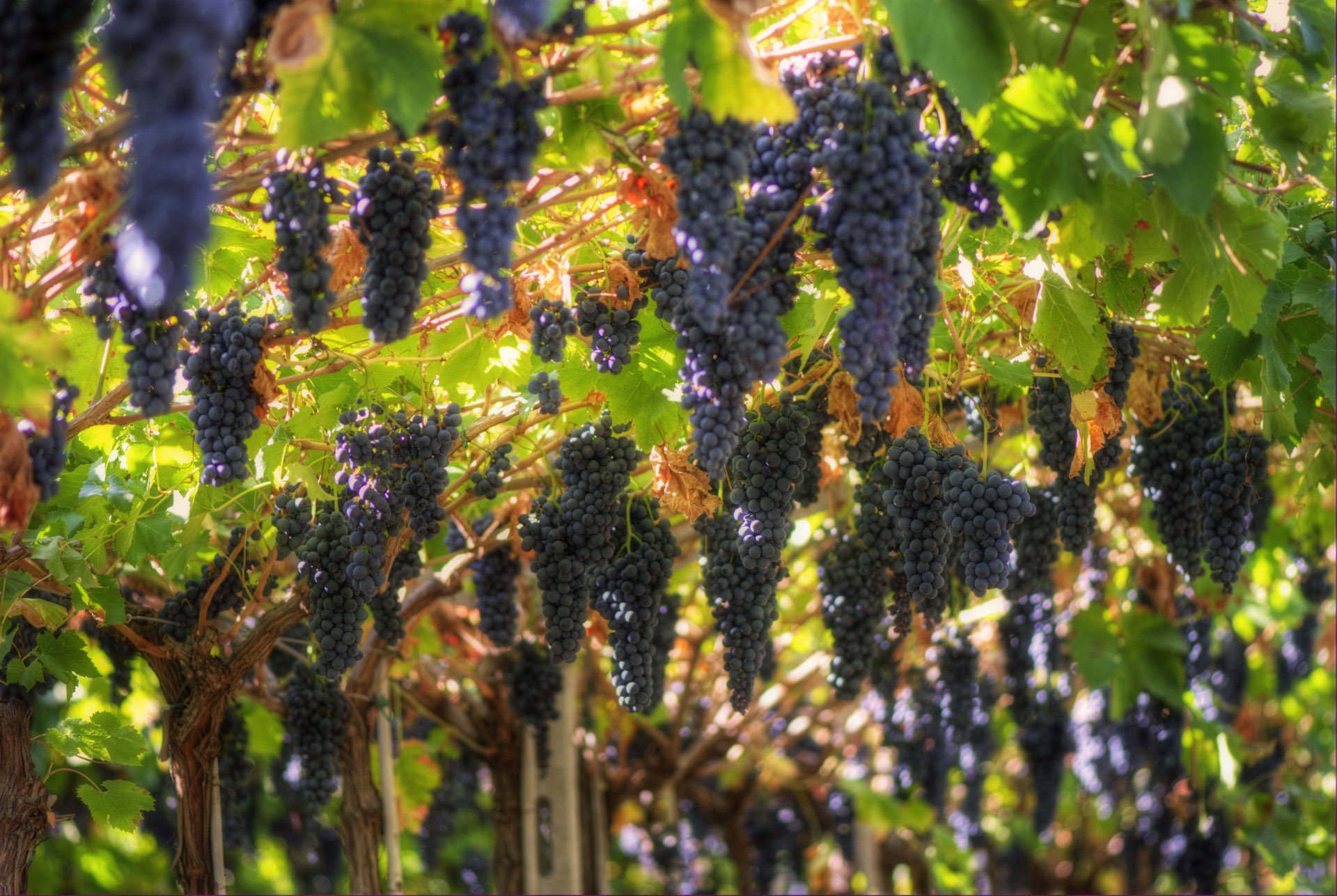
Grappoli d'uva crescono nei vitigni di San Pietro in Cariano

Come già anticipato, oggi il settore primario è praticamente monopolizzato dalla viticoltura, che ha accompagnato la nascita di molte aziende agricole e cantine sia a carattere familiare che vere e proprie imprese industriali famose in tutto il mondo, tra cui spicca "Bolla", fondata nel 1883 a Soave ma trasferitasi negli anni 1930 a Pedemonte. I vigneti più pregiati si trovano in collina, dove per ottimizzare la coltivazione sono stati creati dei terrazzamenti, chiamati in dialetto le marogne. Le uve che qui si coltivano sono, principalmente, la Corvina, la Rondinella e la Molinara che insieme costituiscono il Valpolicella.
L'esportazione di vino imbottigliato copre i mercati di tutto il mondo e in particolare il Nord America e l'Europa centrale, ma sono in ampliamento anche i mercati dell'est. I vini più quotati sul mercato sono l'Amarone e il Recioto, sempre fatti con le uve del Valpolicella. A San Pietro in Cariano, il 9 febbraio 1925, venne costituito un consorzio tuttora esistente per la difesa e la valorizzazione dei vini tipici della Valpolicella. Nel capoluogo è presente una cantina sociale e una cooperativa cerasicola.

### Industria

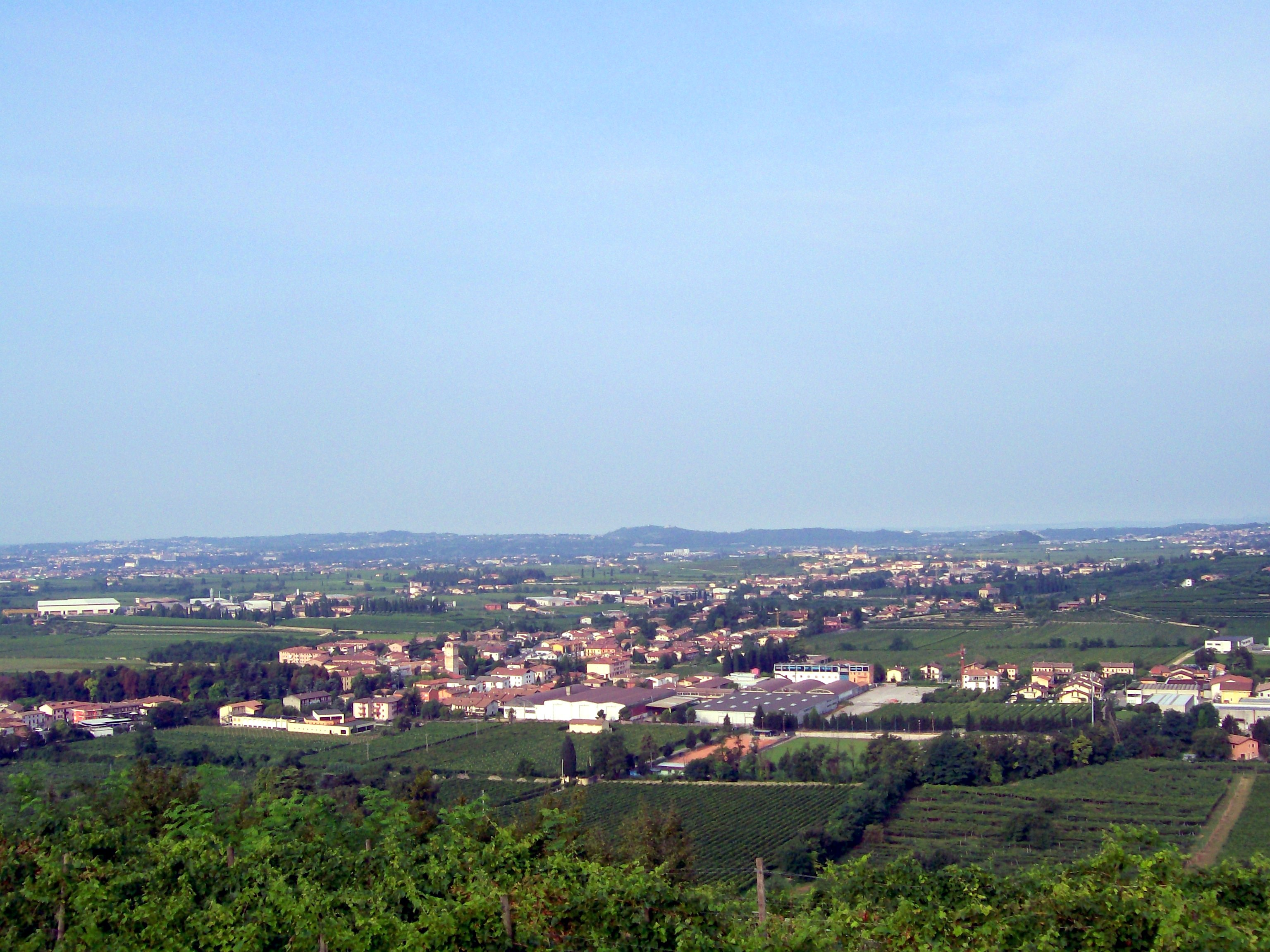
La frazione di San Floriano. Tra i vitigni si possono notare alcune zone industriali

Durante i primi decenni del XX secolo, mentre a Verona si andava incontro ad una prima industrializzazione, il comune di San Pietro in Cariano non rimase coinvolto in questo processo e si sviluppò solo qualche esigua attività artigianale. La nuova "Zona Artigianale Industriale" (ZAI) nascente nel sud del capoluogo scaligero, spinse molti contadini di San Pietro a lasciare i campi per avvicinarsi ad essa alla ricerca di lavoro. Al fine di evitare un esodo, analogo a quello del secolo passato, negli anni 1960 l'amministrazione comunale carianese concesse numerose licenze a piccole attività artigianali-industriali, perlopiù caratterizzate da un modello casa-bottega o al massimo costituite da capannoni di dimensioni modeste.
Successivamente, i vari piani regolatori hanno istituito due zone industriali, una in località Casa Rossa a San Pietro in Cariano e l'altra al Nassar, tra la statale e la ferrovia del Brennero. Grazie a ciò, negli anni successivi sorsero importanti aziende industriali. Tra esse, si ricorda la Lonardi, al tempo leader mondiale nella carpenteria metallica, sorta negli anni 1950 a San Floriano su di un'area di 500 000 m2 e che ora versa in stato di abbandono dopo la chiusura avvenuta alla fine degli anni 1990.

### Commercio, turismo e servizi
Nel 1961, nel territorio carianese si contavano 13 esercizi commercio all'ingrosso e 99 al minuto. A partire dal 1980, l'avvento della grande distribuzione organizzata e il mancato ricambio generazionale comportano l'estinzione di alcuni esercizi commerciali più piccoli a conduzione famigliare. Nel 2016 si contavano 82 imprese operanti nell'alloggio e nella ristorazione.
Il turismo ha un rilevante peso nell'economia del paese, con la presenza di numerose strutture ricettive che vanno dai più semplici Bed and breakfast fino ad alberghi di gran lusso, ospitati il più delle volte nelle sontuose antiche ville venete. L'attività alberghiera è favorita in particolar modo dai numerosi eventi che avvengono a Verona, come il Festival lirico areniano e le fiere Marmomacc e Vinitaly. Nel 2015 si sono registrati 69687 presenze turistiche, in leggero aumento rispetto alle 64476 fatte registrare l'anno precedente.
La crescita sostenuta dell'economia del paese ha portato ad un incremento del settore dei servizi; fra questi, quello bancario è giunto a far contare, nel 2016, la presenza di 11 sportelli sul territorio, mentre complessivamente le imprese dedicate ai servizi erano 335.

## Infrastrutture e trasporti

### Strade

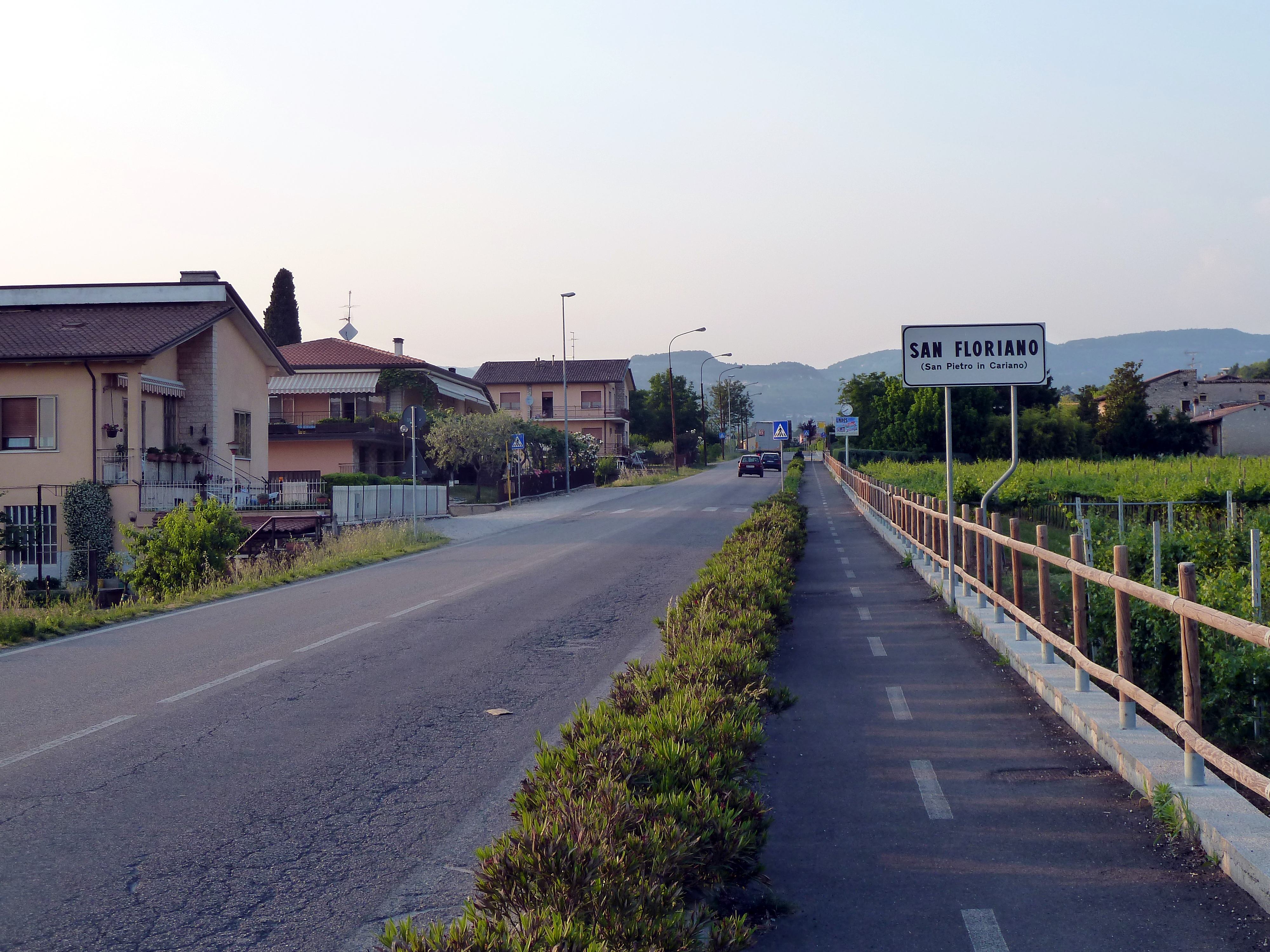
La strada provinciale 4 della Valpolicella nel tratto che attraversa la frazione di San Floriano.

Agevolandosi della sua posizione tra la città di Verona e la Valdadige, San Pietro in Cariano ha sempre potuto disporre di una sufficiente rete viaria per spostare sia persone che materiali. È però a partire dalla metà del XX secolo, grazie al boom economico, che avviene la realizzazione di un notevole sistema di strade, che tuttavia allo stato attuale risulta ancora inefficiente nel gestire la grande mole di traffico che qui si concentra.
La strada principale che attraversa San Pietro in Cariano da est ad ovest è la strada provinciale 4 della Valpolicella che collega il quartiere di Borgo Trento di Verona alla frazione di Domegliara di Sant'Ambrogio. La località Nassar è attraversata dalla strada statale 12 dell'Abetone e del Brennero che segna il confine sud del comune. Dal territorio comunale si diramano altre strade provinciali che permettono di raggiungere alcune zone della Lessinia.

### Ferrovie
Parte della zona più a sud del territorio comunale è attraversata dalla ferrovia del Brennero, tuttavia non vi sono stazioni ferroviarie. Nella prima metà del 1900 era entrata in funzione la ferrovia Verona-Caprino-Garda che attraversava il comune ed aveva una propria stazione; venne soppressa nel 1959 a favore della strada provinciale 4.

### Mobilità
San Pietro in Cariano è servito da un servizio di trasporto pubblico su autobus, gestito dall'azienda ATV, che fornisce un collegamento diretto con i comuni di Sant'Ambrogio di Valpolicella, di Negrar di Valpolicella e con la città di Verona.

## Amministrazione

Il gonfalone comunale

| Periodo          | Periodo          | Primo cittadino     | Partito                                                           | Carica  | Note                        |
| ---------------- | ---------------- | ------------------- | ----------------------------------------------------------------- | ------- | --------------------------- |
| 10 aprile 1946   | 8 giugno 1951    | Attilio Beghini     | Democrazia Cristiana                                              | Sindaco | [ 116 ]                     |
| 9 giugno 1951    | 15 giugno 1956   | Attilio Beghini     | Democrazia Cristiana                                              | Sindaco | [ 116 ]                     |
| 16 giugno 1956   | 25 novembre 1960 | Guido Bellini       | Democrazia Cristiana                                              | Sindaco | [ 116 ]                     |
| 6 novembre 1960  | 16 dicembre 1964 | Italo Zenatelli     | Democrazia Cristiana                                              | Sindaco | [ 116 ]                     |
| 16 dicembre 1964 | 23 giugno 1970   | Italo Zenatelli     | Democrazia Cristiana                                              | Sindaco | [ 116 ]                     |
| 5 giugno 1970    | 15 giugno 1975   | Germano Veronesi    | Democrazia Cristiana                                              | Sindaco | [ 116 ]                     |
| giugno 1975      | 8 giugno 1980    | Germano Veronesi    | Democrazia Cristiana                                              | Sindaco | [ 116 ]                     |
| 8 giugno 1980    | maggio 1985      | Germano Veronesi    | Lista Civica                                                      | Sindaco | [ 116 ]                     |
| 13 maggio 1985   | 3 marzo 1989     | Germano Veronesi    | Democrazia Cristiana                                              | Sindaco | dimessosi il 3 marzo 1989   |
| 3 marzo 1989     | 2 luglio 1990    | Danilo Zardini      | Democrazia Cristiana                                              | Sindaco | subentra a Germano Veronesi |
| 2 luglio 1990    | 24 aprile 1995   | Sergio Ruzzenente   | Democrazia Cristiana                                              | Sindaco | [ 116 ]                     |
| 24 aprile 1995   | 14 giugno 1999   | Emilio Gabrielli    | Lista civica                                                      | Sindaco | [ 116 ]                     |
| 14 giugno 1999   | 14 giugno 2004   | Giorgio Accordini   | Lista civica                                                      | Sindaco | [ 116 ]                     |
| 14 giugno 2004   | 8 giugno 2009    | Giorgio Accordini   | Lista civica                                                      | Sindaco | [ 117 ]                     |
| 8 giugno 2009    | 25 maggio 2014   | Gabriele Maestrelli | Lega Nord                                                         | Sindaco | [ 118 ]                     |
| 25 maggio 2014   | 26 maggio 2019   | Giorgio Accordini   | Lista civica                                                      | Sindaco | [ 119 ]                     |
| 26 maggio 2019   | 9 giugno 2024    | Gerardo Zantedeschi | Lega per Salvini Premier - Fratelli d'Italia                      | Sindaco | [ 120 ]                     |
| 9 giugno 2024    | in carica        | Gerardo Zantedeschi | Fratelli d'Italia - civici di centro- centrodestra per San pietro | Sindaco | [ 121 ]                     |

### Gemellaggi
A partire dal 1985, il Comune di San Pietro in Cariano ha aderito a tre gemellaggi con altrettanti comuni europei. Grazie ad essi si sono concretizzati numerosi scambi e visite culturali, oltre ad iniziative comuni. Negli anni sono stati siglati con:
- Ingelheim am Rhein, dal 1985. Il giuramento di gemellaggio recita "La città del vino rosso Ingelheim, e il Comune di San Pietro in Cariano, dichiarano solennemente il gemellaggio, allo scopo di promuovere reciproci incontri fra i cittadini e soprattutto fra i giovani, affinché si dia, con il riavvicinamento degli uomini, un contributo attivo per l'Europa unita, libera e perennemente in pace".[122]
- Stans, dal 1986.[122]
- Ludlow, dal 1992.[122]

## Sport

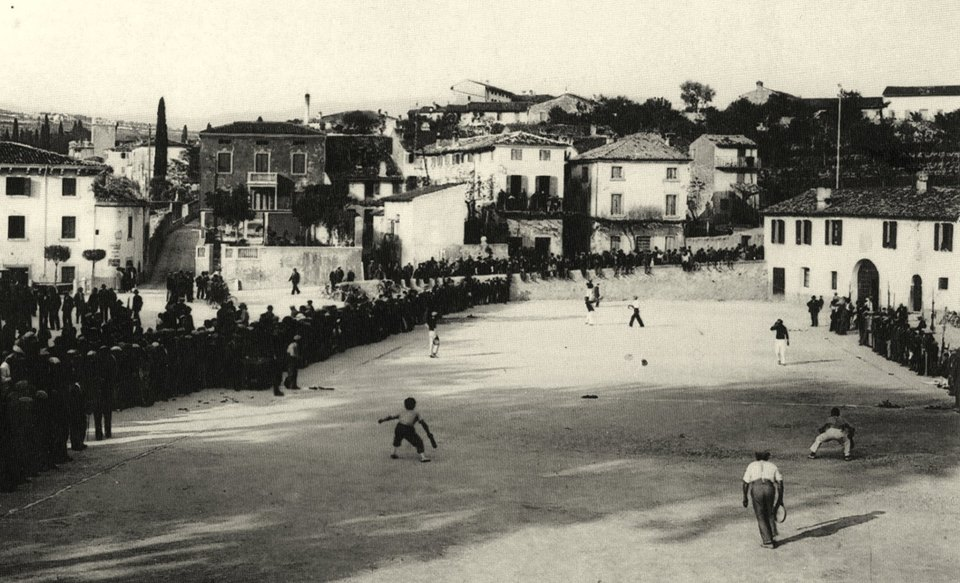
Una partita di tamburello in piazza San Giuseppe in una fotografia degli anni 1920

Già dai primi anni del 1900 i carianesi si dimostrarono interessati alle attività sportive che inizialmente, per via della assoluta mancanza di strutture, praticavano nelle strade e nelle corti. Negli anni 1930 nel capoluogo venne realizzata piazza San Giuseppe, che da subito diventerà un luogo per giocare a calcio e tamburello, i due sport che all'epoca riscuotevano maggior successo popolare. Contestualmente, grazie ad iniziative portate avanti dalle parrocchie, anche le altre piazze delle frazioni trovano impiego per il medesimo scopo.
Per vedere la nascita della prima struttura dedicata alla sport bisognerà aspettare i primi anni settanta, quando il capoluogo si doterà di un campo costruito su terreno della Parrocchia. Visto l'incremento demografico e l'interesse sempre più diffuso verso le attività sportive, il campo risulterà ben presto insufficiente. In questi anni, tra la popolazione carianese si affaccia anche un nuovo sport che godrà di un vasto seguito: il rugby.
Nei primi anni 1980, le strutture sportive a disposizione dei cittadini apparivano comunque limitate: a Corrubbio vi era solo un piccolo campo da calcio insufficiente per la squadra locale, costretta pertanto a spostarsi in quello più idoneo di Pedemonte per le partite; a Castelrotto era stato realizzato un campo da tamburello all'interno dell'area dove sorgeva il castello medievale; sempre per il tamburello vi era un campo anche a Bure.
Tale precaria situazione verrà progressivamente migliorata. Infatti, nel 1984 si ristruttura il campo di San Pietro e si inaugura una pista per il pattinaggio a rotelle a Corrubbio completata in seguita da un campo per la pallavolo e la pallacanestro. Nel 1986, nel capoluogo iniziano i lavori per un nuovo impianto che comprende un campo per il calcio, uno per rugby, uno per il tamburello e una pista per bocce.
Una pista di atletica leggera, la prima in Valpolicella, è stata realizzata tra il 2002 e il 2005 a San Pietro in Cariano nell'area occupata dal vecchio campo sportivo e utilizzata dalla società "Atletica Valpolicella".

### Calcio

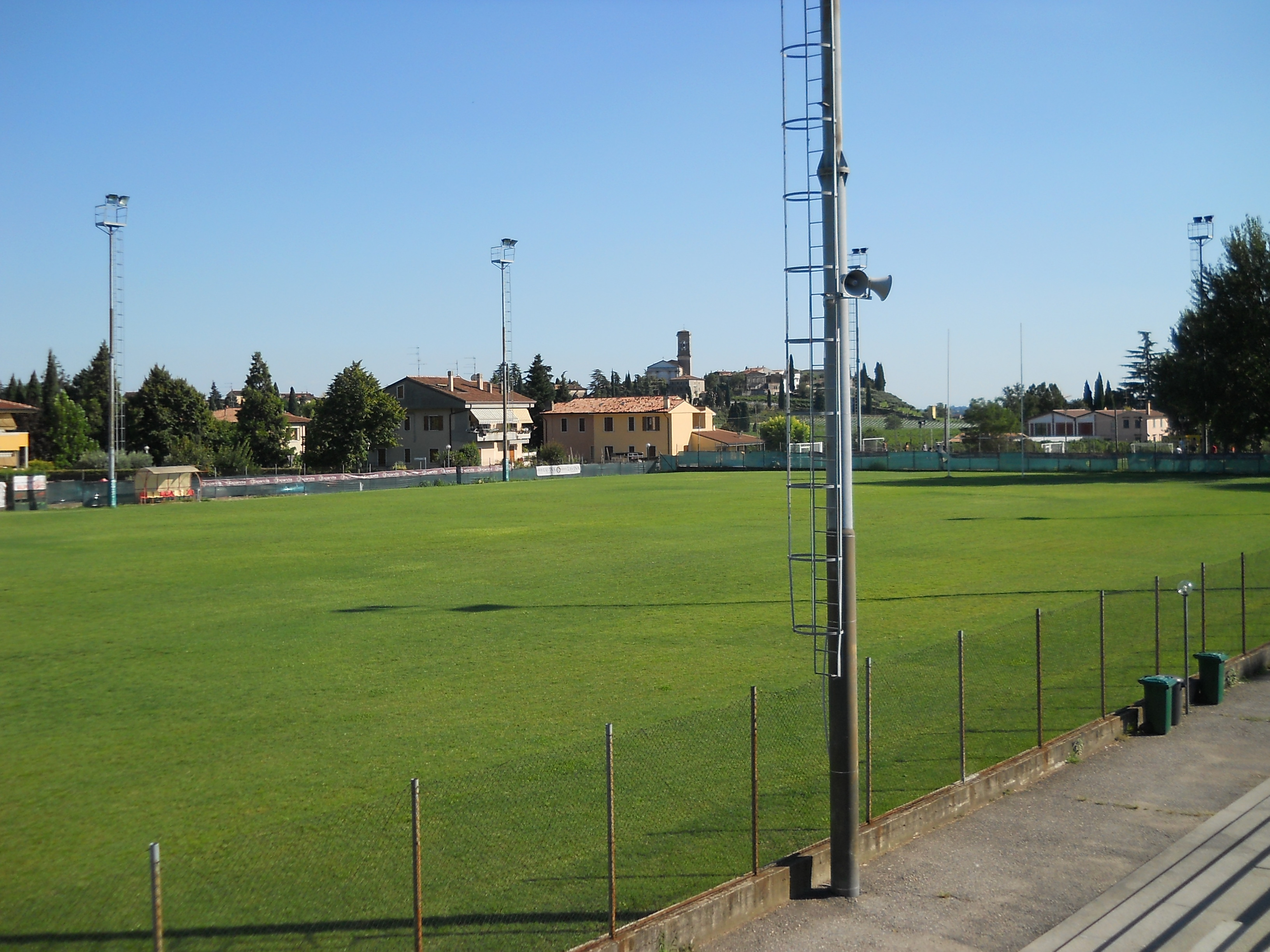
Impianti sportivi a San Pietro in Cariano

La U.S.D. Carianese Calcio, costituitasi nel 1973, è la Società di calcio del Capoluogo e conta 150 iscritti fra atleti, allenatori e dirigenti. Nel suo curriculum vanta partecipazioni a tutte le categorie di campionati dalla 3ª all'Eccellenza. Nata nel 2008, la A.S.D. Bure Valpolicella è la sezione Calcio della Polisportiva Bure. A Pedemonte gioca la "Polisportiva Pedemonte", fino al 1995 denominata "U.S. Pedemonte", mentre a San Floriano vi è la "Polisportiva Pieve".
La A.S.D. Fimauto Valpolicella, precedentemente Valpo Pedemonte, è la società di calcio femminile della Valpolicella. Iscritta al campionato di Serie A, ha militato in Serie B dalla stagione 2007-2008, riuscendo a conquistare prima la Serie A2, per anni secondo livello del campionato italiano femminile di calcio, per poi raggiungere la massima serie giocando il campionato 2013-2014.

### Tamburello
Il tamburello è uno sport che possiede solide tradizioni nel comune. Il 12 ottobre 1957 il “Bolla Pedemonte” conquista il primo scudetto nazionale, mentre nell'arco degli anni settanta il "Lonardi" di San Floriano ne vince ben quattro. Le due società (oramai scomparse) arriveranno a mettere insieme sette titoli tricolori complessivamente. Nel 1987, sarà la squadra femminile di Negarine-Castelrotto ad arrivare al titolo.

### Rugby
Tra gli anni sessanta e settanta il rugby si afferma come uno degli sport più praticati e seguiti dagli abitanti del comune. Nel 1974, l'ex sindaco Sergio Ruzzenente fonda il “Rugby Club Valpolicella” che vanterà una carriera ricca di successi: nel 1976 si iscrive al campionato di serie C2, nel 1984 raggiungerà la C1 e già l'anno successivo agguanterà un posto per la serie B. Dal 2009 la squadra milita in serie A.